# Lega Nord
La Lega Nord, il cui nome ufficiale e completo è Lega Nord per l'Indipendenza della Padania, è un partito politico italiano, attualmente ancora esistente a livello giuridico, ma sostituito politicamente dalla Lega per Salvini Premier dal 2019. Nacque tra il 1989 e il 1991 dalla federazione di sei movimenti regionalisti attivi nell'Italia settentrionale, fu costituito con il nome di Lega Nord, quindi di Lega Nord Italia Federale nel febbraio 1995, per adottare infine l'odierna denominazione nel febbraio 1997. Sue diramazioni attive nel centro-sud Italia sono state dapprima la Lega Italia Federale, fondata nel maggio 1993, quindi il soggetto politico Noi con Salvini dal 2014 al 2018.
La Lega Nord è stata fondata da Umberto Bossi, il quale ha mantenuto il ruolo di segretario federale per oltre 20 anni; dal 5 aprile 2012 Bossi è stato nominato presidente federale a vita. A Bossi in segreteria subentrò Roberto Maroni, cui è succeduto, dal 15 dicembre 2013, Matteo Salvini. Dal 31 gennaio 2020 il Consiglio federale ha commissariato gli organi federali, il ruolo di segretario (commissario) è andato al deputato Igor Iezzi. La Lega Nord è stata così sostituita dalla Lega per Salvini Premier (LSP), fino ad allora presente solo nell'Italia centro-meridionale e da quel momento attiva su tutto il territorio nazionale; essa è definita dallo statuto come «un movimento politico confederale costituito in forma di associazione non riconosciuta che ha per finalità la pacifica trasformazione dello Stato italiano in un moderno Stato federale attraverso metodi democratici ed elettorali» e che
«promuove e sostiene la libertà e la sovranità dei popoli a livello europeo».
Giornalisticamente e popolarmente la Lega Nord è talvolta chiamata "il Carroccio", un riferimento a una leggenda che coinvolse Alberto da Giussano durante la battaglia di Legnano.

## Storia

### Radici del movimento

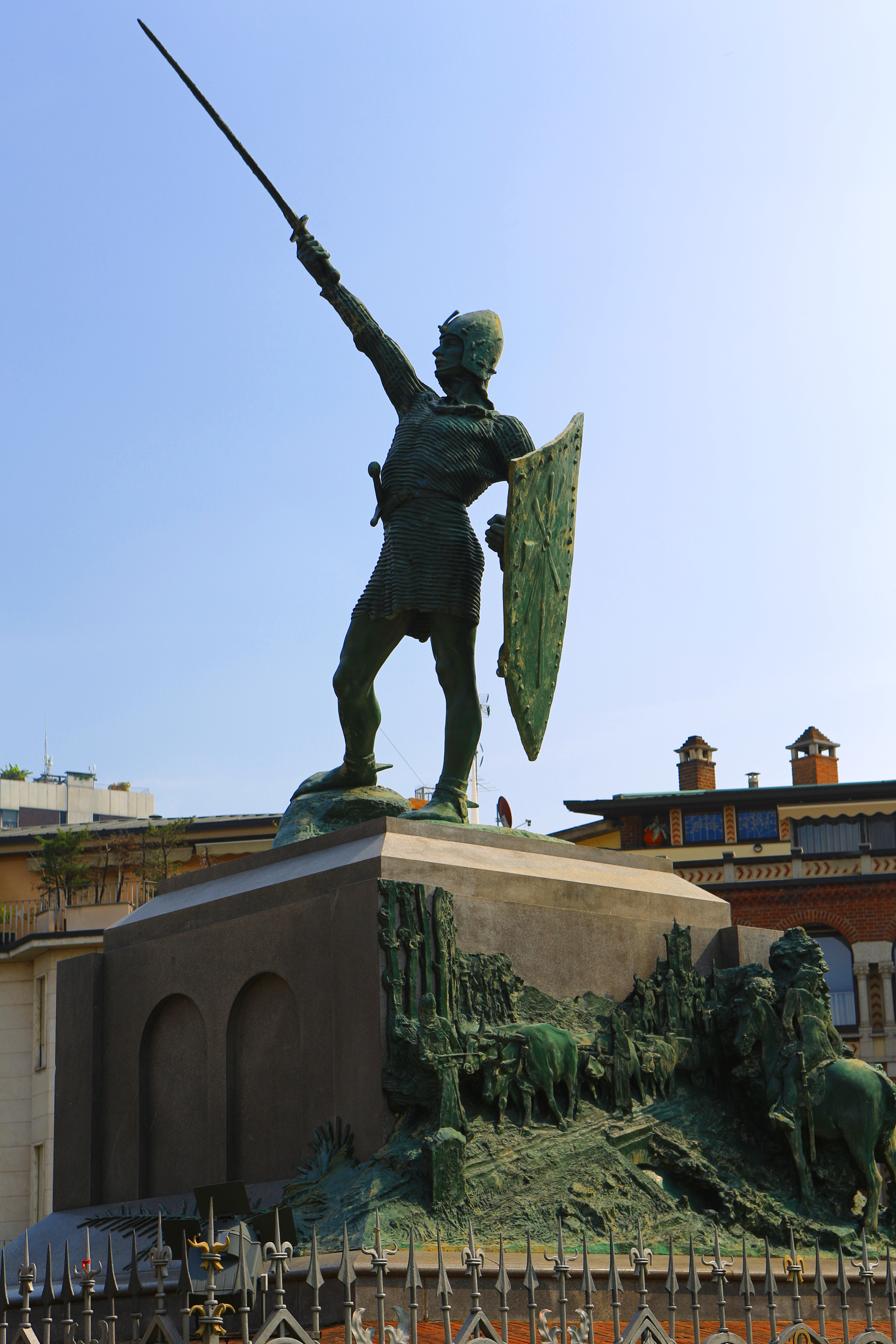
Il Monumento al Guerriero di Legnano, a cui si ispira il simbolo del partito, spesso erroneamente associato ad Alberto da Giussano

La Lega Nord trae le sue radici da una serie di movimenti autonomisti e indipendentisti sorti in Nord Italia tra le fine degli anni 1970 e l'inizio degli anni 1980. In quel periodo si cominciò a diffondere una generale insoddisfazione nei confronti dell'amministrazione centrale e dei servizi pubblici offerti da quest'ultima e il senso di una crescente frattura tra Nord e Sud Italia. In aggiunta ai tradizionali partiti che rappresentavano le minoranze linguistiche, come la Südtiroler Volkspartei in Alto Adige e l'Union Valdôtaine in Valle d'Aosta, in questo periodo nacquero e crebbero infatti anche altri partiti, come la Lista per Trieste, i quali esaltavano le peculiarità culturali delle proprie regioni. In Piemonte nacque nel 1980 l'Union Piemontèisa, la quale si scisse nel 1983 nella lista Piemonte di Roberto Gremmo e nella lista Piemont Autonomista di Gipo Farassino.
I principali movimenti autonomisti che si distinsero in ambito elettorale nel corso degli anni 1980 furono però la Liga Veneta e la Lega Lombarda; la prima nacque tra il 1979 e il 1980, venne inizialmente guidata da Franco Rocchetta e Achille Tramarin e si batté, oltre che per la difesa del patrimonio culturale veneto, per l'indipendentismo veneto e per il federalismo fiscale. La Lega Lombarda nacque invece in seno alle esperienze di Umberto Bossi, che aveva precedentemente frequentato l'Unione Ossolana per l'Autonomia, fondato l'Unione Nord-Occidentale Lombarda per l'Autonomia e collaborato con Bruno Salvadori dell'Union Valdôtaine. Bossi fondò nel 1984 la Lega Autonomista Lombarda, rinominatasi poi Lega Lombarda, la quale si pose come partito anti-sistema in opposizione allo Stato centrale.
Alle elezioni politiche del 1983 la Liga Veneta elesse un deputato, Achille Tramarin, e un senatore, Graziano Girardi. Alle elezioni politiche del 1987 la Lega Lombarda ottenne anch'essa rilevanza nazionale con l'elezione del segretario Umberto Bossi in Senato. Alle elezioni europee del 1989 i due partiti, assieme ad altri movimenti regionalisti, si presentarono sotto il nome di Lega Lombarda - Alleanza Nord. Il cartello elettorale ottenne l'1,8% dei voti.

### Nascita della Lega Nord

Umberto Bossi al primo raduno di Pontida, 1990

Il 4 dicembre 1989, presso un notaio di Bergamo, nacque ufficialmente il partito della Lega Nord, con atto costitutivo e statuto. Il nuovo soggetto politico confederale riunì in modo definitivo la Lega Lombarda, la Liga Veneta, il Piemònt Autonomista, l'Union Ligure, la Lega Emiliano-Romagnola e l'Alleanza Toscana. A seguito, la Lega Nord organizzò delle sezioni territoriali non coperte dai movimenti precedentemente esistenti: le province autonome di Trento e Bolzano, in Friuli-Venezia Giulia, in Valle d'Aosta, in Umbria e nelle Marche.
A breve, gli altri partiti italiani iniziarono a temere la Lega Nord come un autentico avversario politico. Indicativo, in tal senso, fu il raduno del Partito socialista, celebratosi a Pontida il 3 marzo 1990. Qui, dove la Lega Nord aveva raccolto il 16% dei voti, il segretario Bettino Craxi lanciò la proposta di modificare la Costituzione italiana e realizzare una repubblica presidenzialista e federalista. I leghisti passarono alle contestazioni e risponderanno con un proprio raduno a Pontida il 25 marzo dello stesso anno: il primo di una lunga serie di manifestazioni annuali che furono sospese unicamente nel 2004, per la malattia di Bossi, nel 2006 e nel 2012.
Il 1º maggio il Presidente della Repubblica Francesco Cossiga alluse alle Leghe, avvertendo che «se poi vi fosse qualche farneticamento che, al di là del sentimento confuso, del risentimento oscuro, della forzatura folkloristica, al di qua del calendario della storia e della cultura, e al di là di quello del possibile futuro, pensasse a più avventurosi tentativi di divisione, sarà bene ricordare che dovere fondamentale del presidente della Repubblica, che anche per giuramento si è impegnato davanti al Parlamento e alla sua coscienza, è quello di tutelare l'integrità territoriale, l'indipendenza e la sovranità dello Stato e di difendere, nelle istituzioni e nella società, l'unità nazionale. Un avvertimento preciso: per l'adempimento di questo dovere tutti i legittimi poteri dello Stato sono esercitabili con il suo concorso: e lo sarebbero». Per Bossi «in tutto questo comunque c'è il riflesso della paura che si ha di noi, delle nostre liste. […] Noi non vogliamo separarci dall'Italia, ma vogliamo che cambi la Costituzione, che diventi quella di uno Stato federale».
Le elezioni amministrative del 6 maggio 1990 confermarono la tendenza in crescita della Lega Nord che raccolse circa il 4% dei voti su base nazionale ma, in Lombardia, divenne il secondo partito con il 18,9% dei voti validi, davanti al Partito Comunista Italiano (18,8%) e dietro alla Democrazia Cristiana (28,6%). Vennero eletti oltre 700 consiglieri, un sindaco (a Cene), e rappresentanti nelle Giunte di solo tre comuni. A Pianello del Lario la Giunta fu retta da un'intesa Democrazia Cristiana-Lega. Questo perché, come dirà Bossi, la Lega Nord è «un partito di governo transitoriamente all'opposizione». Tutti gli eletti si ritrovarono il successivo 20 maggio a Pontida per giurare fedeltà alla causa autonomista e al partito davanti a ottomila persone sotto la pioggia. Craxi, replicando alle «smargiassate» di Bossi contro di lui e il Presidente della Repubblica, commentò: «Credono di dover liberare la Lombardia? Io dico che, se non ritorneranno su un programma democraticamente ragionevole, faremo di tutto perché la Lombardia si liberi di loro».
Dopo le elezioni amministrative del 1990, si impose «l'allarme per il voto di protesta» leghista che «ha colpito al cuore il mondo politico». Anche L'Osservatore Romano mostra preoccupazione. Una protesta che pare a molti qualunquista, ma Bossi si difende spiegando che invece «non è affatto qualunquista la protesta. Se no, si sarebbe rivolta al MSI che è il cane da guardia del sistema. La gente si è svegliata e ha visto nella Lega Nord uno strumento di liberazione. Questo è avvenuto soprattutto al Nord, nelle aree di civiltà industriale dove è più critico il rapporto cittadini-istituzioni».
Come osserverà il socialista Valdo Spini, «vi è chi non vuole rendersene conto, ma le elezioni del sei maggio del 1990 hanno veramente segnato una svolta storica nel nostro sistema politico istituzionale. Quando in una regione importante come la Lombardia, superando la tradizionale vischiosità degli spostamenti elettorali, una lista anti-partiti come la Lega Lombarda, arriva quasi d'improvviso al 20%, avviene qualcosa di nuovo nella nostra vita politica. È un segnale di distacco preoccupante tra cittadini e istituzioni.
Quando il PCI perse il 6% dei voti, ma l'ex elettore comunista può restarsene a casa, votare per i verdi delle varie articolazioni, o per i cacciatori, o, perfino, per le Leghe, e solo in parte prende la strada del voto per l'altro partito della sinistra, il PSI, avviene un altro fatto da non sottovalutare. È la crisi delle ideologie e, più in particolare, la crisi, all'interno dell'elettorato comunista, della tradizionale disciplina.
Ma cade anche la diga dell'anticomunismo nell'elettorato democristiano del Nord, che non ha inibizioni a lasciare lo scudo crociato per le Leghe. Si allentano i vincoli della disciplina di partito». Mentre Giorgio Ruffolo nota che «è amaro constatarlo: ma la Lega Lombarda, con campagne prive di faccioni e di strumenti clientelari, ha saputo parlare direttamente alla gente, molto più dei partiti tradizionali».
Persino Achille Occhetto, segretario generale del PCI, ammetterà davanti ai bresciani che «le proteste della Lega contro lo Stato corrotto sono accettabili. Occorrono dunque nuovi poteri alle autonomie locali, più forza alle regioni, più controllo sulla spesa pubblica».
Il 26 maggio l'Azione Cattolica non nasconde la sua ostilità verso il fenomeno leghista. Contro la Lega Nord anche il Partito Sardo d'Azione che vota contro all'ingresso del partito di Bossi nell'Alleanza Libera Europea, l'eurogruppo degli autonomisti, perché «il potenziale politico della Lega può essere un grande patrimonio della democrazia italiana, europea, e quindi mondiale, purché superi la fase xenofoba e ponga problemi di uno sviluppo generalizzato, diffuso e affidato ai poteri della base».
L'ideologo leghista Gianfranco Miglio affermerà quattro anni dopo di aver ricevuto quello stesso giorno una telefonata da Cossiga che intimava al professore amico: «Di' ai tuoi amici leghisti che sono indignato con loro: devono piantarla. Non mi mancano i mezzi per persuaderli. Rovinerò Bossi facendogli trovare la sua automobile imbottita di droga; lo incastrerò. E quanto ai cittadini che votano per la Lega, li farò pentire: nelle loro località che più simpatizzano per il vostro movimento autonomo aumenteranno gli agenti della Guardia di Finanza e della polizia; anzi li aumenteremo in proporzione al voto registrato. I negozianti e i piccoli e grossi imprenditori che vi aiutano saranno passati al setaccio: manderemo a controllare i loro registri fiscali, e le loro partite IVA; non li lasceremo in pace». Cossiga non ha mai smentito.
Il 31 maggio la Lega Nord crea il Sindacato Autonomista Lombardo con l'obiettivo di «rompere le gabbie salariali egualitarie, difendere i lavoratori indigeni dall'assalto degli immigrati, combattere i monopoli privilegiando piccoli imprenditori e artigiani» per un «liberismo federalista»; a guidare il SAL viene posto Antonio Magri, già sindacalista socialista della UIL. Ai referendum del 3 giugno su caccia e fitofarmaci, la Lega Nord dà agli elettori indicazione di astenersi «per contrastare l'intenzione del governo romano di avallare la propria logica di potere centralista, negatrice della norma costituzionale dell'articolo 17 che stabilisce competenze legislative alle regioni in materia di caccia».
In agosto viene annunciata l'iniziativa di raccogliere le firme per un referendum che abroghi parzialmente la recente legge Martelli che regola l'immigrazione. Per Bossi dietro quella legge «c'era un progettino finalizzato alla creazione di uno Stato multirazziale, uno Stato che crei insicurezza nella gente favorendo così la richiesta di un governo forte e rafforzando il potere centralista dei partiti». Per il Forum delle Comunità Straniere in Italia «con questa campagna referendaria la Lega Lombarda tenta di dare legittimazione costituzionale al razzismo più triviale».
Il 3 settembre si costituisce la Lega Venezia Giulia ed aderisce alla Lega Nord.
A settembre hanno luogo alcune feste di partito, come la Bèrghemfest di Alzano Lombardo (1-9 settembre).
È l'occasione per lanciare la proposta di fare dell'Italia una repubblica confederale di tre repubbliche federali: Nord, Centro e Sud. Per il vicesegretario del PSDI Maurizio Pagani la proposta di Bossi può essere il pretesto per aprire un dibattito politico sul federalismo, ma Craxi ironizza: «Perché dividere l'Italia in tre e non in quattro? Se si affermasse un'idea separatista dovrebbero essere almeno cinque, per non fare torto alla Sicilia e alla Sardegna». Arrivano anche i primi attacchi alla bandiera tricolore italiana, che Franco Castellazzi, presidente della Lega Lombarda, definisce massonica per via del colore verde. Fuori dalla Lega Nord, avrà tutti contro. Lo stesso Bossi sminuirà parlando di «battuta infelice».
Il 27 settembre viene depositata in Cassazione una proposta di legge di iniziativa popolare riguardante l'immigrazione che ha Bossi come primo firmatario. Il 16 ottobre viene acquistata Radio Varese, emittente fondata nel 1976 tra gli altri da Roberto Maroni per l'estrema sinistra varesotta. Quattro giorni dopo diventerà Radio Varese-Lega Lombarda, primo embrione di quella che dal 17 maggio 1997 sarà Radio Padania Libera.
Il 26 ottobre il presidente Cossiga, in visita ufficiale in Gran Bretagna, dichiara che «separare» l'Italia «mi sembra una cosa criminale, una cosa sciocca, vergognosa». Per queste parole, il 30, durante una riunione del consiglio regionale lombardo, Castellazzi rivolgerà «un invito alla classe dei medici curanti perché lo assistano meglio. Non è un problema politico, ma un problema medico, di sclerosi» perché «Cossiga ha criminalizzato un milione e settecentomila persone che hanno votato per noi: questo è straparlare». Ne seguirà un vespaio di polemiche. Il 24 novembre intervistato dal GR1, Cossiga preciserà che non voleva «censurare o valutare le intenzioni di nessuno. Ho detto che sarebbe criminoso separare Roma da Milano, dopo tutti gli sforzi che si sono fatti per unirle».
Nelle elezioni amministrative di quattro piccoli comuni lombardi del 12 novembre, la Lega Nord si conferma in crescita. Il 18 novembre a Varese si tiene l'Assemblea nazionale della Lega Lombarda che dà il via libera alla fusione della Lega Nord. Il 1º dicembre da una nuova scissione nasce l'Unione Federalista che unisce l'Alleanza Lombarda di Pierangelo Brivio, l'Union Piemonteisa di Roberto Gremmo, la Lega Padana di Umberto Mori e altri espulsi vari dal Carroccio. L'8 dicembre, polemizzando coi leghisti, Craxi rilancia il disegno del PSI per una «grande riforma che attui un nuovo disegno di decentramento e consolidamento delle autonomie regionali. […] Cosa ben diversa dalla improvvisazione delle tre repubblichette di cui si è sentito parlare. Se per avventura domani dovesse essere attuato, sarebbe un disegno che aprirebbe la strada al disfacimento dell'unità nazionale e all'indebolimento dell'indipendenza stessa del Paese».
Il giorno dopo, da Cene, Bossi attacca la DC: «Stia attento il partito democratico cristiano, se ci fa arrabbiare c'è il rischio che per la prima volta si ritrovi all'opposizione». Tre giorni dopo ancora, Bossi preciserà che ciò potrebbe divenire possibile con un'alleanza a sinistra guidata da Craxi. Davanti a una simile proposta Craxi, Di Donato, Pillitteri e i socialisti milanesi restano vaghi, mentre Claudio Martelli si dice disponibile. Successivamente Bossi entrerà in contraddizione formulando altre ipotesi di alleanze anche con la DC, ma in definitiva chiederà solo che Craxi faccia «quello che deve fare, cioè le elezioni anticipate, spaccare con la DC, e mangiarsi i voti del PCI».
Il 17 dicembre la CEI diretta dal cardinale Ugo Poletti e dal vescovo Camillo Ruini presenta il documento Evangelizzazione e testimonianza della carità dove è scritto che «nella prospettiva del bene comune del paese, della nuova Europa da costruire insieme e del servizio allo sviluppo integrale dell'umanità, non si giustificano le varie forme di chiusure particolaristiche che insidiano il tessuto sociale, politico e culturale della nazione: siano esse di stampo corporativo, a livello professionale ed economico, o invece facciano leva su caratteristiche anche positive della propria gente e della propria terra, finendo però col trasformarle in motivi di divisione e di discordia. Senza misconoscere le obiettive situazioni di malessere che tali tendenze denunciano, e a cui occorre far fronte, l'impegno della comunità ecclesiale non può non camminare nella direzione del rafforzamento di una solidale e unitaria coscienza comune, all'interno della quale le diversità siano stimolo di crescita e non motivo di divisione». Verrà letto come un chiaro attacco alla Lega Nord e Bossi replicherà: «Oggi questo cattolico è costretto a chiedersi se polemizzare democraticamente con la DC significhi frantumare l'unità religiosa degli italiani. Più ancora questo cattolico è costretto a ribellarsi quando legge che, poste in pratica sullo stesso piano, sono da condannare la mafia e le leghe».

### Primi successi elettorali (1991-1993)

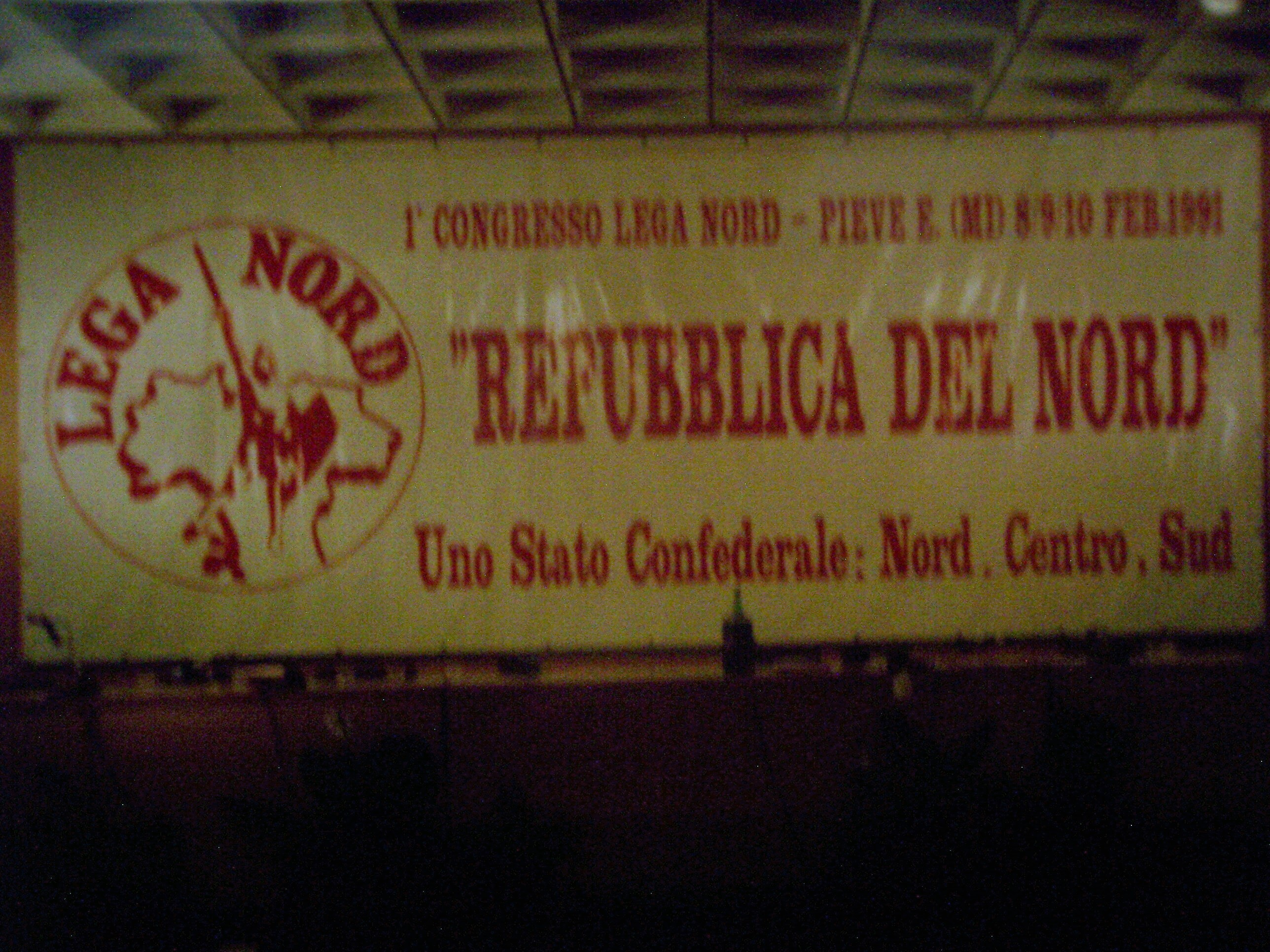
Striscione di sfondo al congresso federale della Lega Nord del 1991

Nei giorni 8-9-10 febbraio 1991, al I Congresso della Lega Lombarda, tenutosi al Centro Congressi dell'Hotel Ripamontidue di Pieve Emanuele, viene approvata la confluenza nella Lega Nord. Alla platea di 500 persone, Bossi spiega che la loro via «non poteva che essere quella dell'etnofederalismo, cioè quella unione di più movimenti etnonazionalisti in un unico strumento capace di vincere» e che «l'etnonazionalismo deve costituire un attacco al centralismo dello Stato». Segretario del partito è Bossi, mentre il Presidente è Marilena Marin della Liga Veneta. Nelle istituzioni si parte con un senatore e un deputato, due europarlamentari, 60 consiglieri comunali, due provinciali. L'atto costitutivo e lo statuto vengono approvati all'unanimità; secondo lo statuto approvato, nel partito Lega Nord vengono a confluire i movimenti denominati Liga Veneta, Lega Lombarda, Piemònt Autonomista, Union Ligure, Alleanza Toscana - Lega Toscana - Movimento per la Toscana, Lega Emiliano-Romagnola.
Il partito si conferma negli anni successivi come una delle forze politiche più significative del Nord Italia, portando i suoi candidati alla vittoria in diverse amministrazioni locali.
Nell'ottobre 1991 tuttavia avviene una prima scissione: Franco Castellazzi, che fino ad allora era stato il numero due del partito, esce dalla Lega Nord insieme ad altri cinque consiglieri regionali lombardi, dopo essere stato attaccato duramente da Bossi. I fuoriusciti fonderanno la Lega Nuova, ma con poco successo, tanto che l'esperienza politica del nuovo partito durerà meno di un anno.
Alle elezioni politiche del 1992, celebrate nel mezzo dello scandalo di Tangentopoli, la Lega Nord, con l'8,6% alla Camera e l'8,2% al Senato dei voti a livello nazionale, ottiene 80 parlamentari, di cui 25 senatori e 55 deputati. Bossi e i suoi parlamentari festeggeranno un mese dopo per tre giorni il successo elettorale a Pontida.
Eletto come indipendente nella lista al Senato della Lega Nord anche Gianfranco Miglio, emerito professore dell'Università Cattolica del Sacro Cuore e insigne studioso dei sistemi politici, convinto federalista e detto il Profesùr, che elaborò un progetto di riforma federale fondato sul ruolo costituzionale assegnato all'autorità federale ed a quella delle macroregioni o cantoni (del Nord o Padania, del Centro o Etruria, del Sud o Mediterranea, oltre alle cinque regioni a statuto speciale); la costituzione migliana prevedeva l'elezione di un governo direttoriale composto dai governatori delle tre macroregioni, da un rappresentante delle cinque regioni a statuto speciale e dal presidente federale, eletto da tutti i cittadini in due tornate elettorali e rappresentante l'unità del paese.
Alle elezioni amministrative del 1993 si vota al Comune di Milano. La Lega Nord candida a sindaco Marco Formentini, da un anno deputato nazionale. Formentini vince le elezioni al secondo turno su Nando dalla Chiesa, candidato del centro-sinistra. Uno dei consiglieri comunali eletti è Matteo Salvini. La conquista della poltrona a sindaco di Milano è per la Lega Nord il fiore all'occhiello di una fortunata tornata di elezioni amministrative. Vengono conquistate diverse province del Settentrione.
Nel settembre di quell'anno la sede del partito si sposta da via Arbe 63 a via Carlo Bellerio 41, rimanendo comunque a Milano.

### La prima breve stagione al governo (1994)

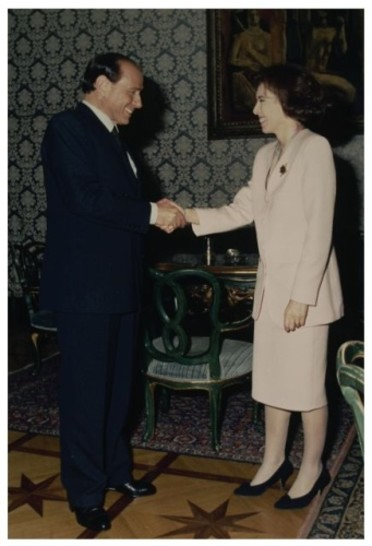
Irene Pivetti, presidente della Camera dei deputati dal 1994 al 1996, incontra il presidente del Consiglio Berlusconi

In occasione delle elezioni politiche 1994, le prime celebrate col sistema maggioritario, quando ancora il Paese vive una situazione di transizione dal sistema della Prima Repubblica a quello del bipolarismo, la Lega Nord si allea con Silvio Berlusconi, entrato in politica fondando il partito Forza Italia e organizzando in breve tempo una coalizione di centrodestra. Berlusconi guida due diversi schieramenti, visto il reciproco disconoscimento fra la Lega Nord e il Movimento Sociale Italiano: al nord Forza Italia, CCD e Lega Nord si presentano come Polo delle Libertà, mentre al sud c'è il Polo del Buon Governo con FI, AN e CCD ma senza la Lega Nord.
La Lega Nord, pur con un leggero calo percentuale, con l'8,4% dei voti alla Camera ottiene 180 parlamentari, grazie alla presenza di candidati leghisti nei collegi uninominali come rappresentanti di tutta la coalizione di centrodestra, e il partito di Bossi diviene il secondo raggruppamento parlamentare dopo quello dei Progressisti e il più grande della coalizione di centrodestra. Il Polo vince le elezioni e viene costituito il primo governo Berlusconi. I ministri leghisti che compongono il governo sono cinque: Roberto Maroni all'Interno nonché vicepresidente del Consiglio; Giancarlo Pagliarini (Bilancio e programmazione economica); Vito Gnutti (Industria, commercio e artigianato); Domenico Comino (Coordinamento delle politiche dell'Unione Europea); Francesco Speroni (Riforme istituzionali).
Dopo una serie di colloqui con gli altri partiti della coalizione, la Lega Nord ottiene anche la carica di presidente della Camera dei deputati (inizialmente aveva chiesto la presidenza del Senato, da affidare a Speroni, ma successivamente per quest'ultimo venne trovato un ruolo ministeriale): Bossi sceglie per questo incarico la giovane Irene Pivetti, già deputata dal 1992 al 1994, che, a soli 31 anni, diventa la più giovane presidente della Camera della storia italiana.
Il governo è destinato a durare in carica soltanto pochi mesi, proprio a causa della sottrazione dell'appoggio da parte della Lega Nord: in un primo momento l'Assemblea federale leghista (6 novembre 1994) presenta un progetto di riforma costituzionale che suddivide l'Italia in 9 macroregioni (o macroaree), riferibili agli Stati pre-unitari; lo scontro scoppia alcuni giorni dopo sul tema delle pensioni: Berlusconi afferma che non si può governare con un alleato come Bossi e che non rimane altro da fare che ritornare alle urne. Sul tema i rapporti si alterano, e anche il ministro dell'interno Roberto Maroni, Vicepresidente del Consiglio, accusa la maggioranza per la mancanza di accordi con i sindacati.
Lo scontro diretto arriva in aula fra il 21 e il 22 dicembre: in diretta televisiva Silvio Berlusconi, con un discorso duro nei confronti dell'alleato Bossi, dichiara che il patto sancito con lui il 27 marzo è stato tradito e chiede di ritornare immediatamente alle urne. Bossi, dal canto suo, ricambia le accuse, affermando che l'accordo sul federalismo è stato ampiamente disatteso dal governo. Così si apre la crisi: Berlusconi rassegna le proprie dimissioni e invita i suoi militanti a manifestare in piazza contro il tradimento.
Il 23 dicembre si incontrano, nella casa romana di Bossi, il segretario leghista con Massimo D'Alema e Rocco Buttiglione, rispettivamente segretari del PDS e del PPI. I tre politici decidono di stringere un'alleanza parlamentare che porterà all'appoggio esterno al successivo governo tecnico guidato da Lamberto Dini. È il cosiddetto patto delle sardine, chiamato così perché alla richiesta di Bossi se i due ospiti avessero fame, il Senatùr offrì quello che aveva nel frigorifero in quel momento, ovvero sardine in scatola, lattine di birra, di Coca-Cola e pancarré (anche se D'Alema preciserà anni dopo che allora «preferii digiunare. Quel frugale pasto fu consumato da Bossi e Buttiglione»).

### Il progetto padanista e secessionista (1995-1998)

Il Sole delle Alpi simbolo scelto nel 1995 dalla Lega Nord come bandiera della Padania

Nel gennaio 1995 la Lega Nord vota la fiducia, con PDS e popolari, al governo tecnico Dini.
La scelta di lasciare Berlusconi provocò tuttavia una scissione all'interno del partito: 40 deputati su 117 e 17 senatori su 60, tra i quali Luigi Negri, Enrico Hüllweck e Giorgio Vido, lasciarono la Lega Nord e a febbraio 1995 formarono il partito Lega Italiana Federalista che arrivò ad avere 30 parlamentari; alcuni aderirono ai Federalisti e Liberaldemocratici mentre altri, fra cui Lucio Malan, passarono a Forza Italia; Maroni prese le distanze dal segretario, ma, dopo alcuni mesi di freddezza con Bossi, tornò a essere membro attivo della Lega Nord.
In aprile si tengono le elezioni regionali, dove il partito si presenta da solo, ottenendo il 6,4 %.
Il 18 settembre 1996, pochi giorni dopo la Dichiarazione d'indipendenza della Padania del 15 settembre, la Digos (organo di polizia per gli interventi speciali) eseguì un mandato di perquisizione nell'abitazione di Corinto Marchini (capo delle «camicie verdi» in Lombardia). Marchini e altri erano indagati dalla Procura della Repubblica di Verona per attentato all'unità dello Stato (reato previsto dal Codice penale).

Il mandato prevedeva anche la perquisizione dell'«ufficio di Marchini» presso la sede leghista. Gli agenti si fecero dunque accompagnare nella sede della Lega Nord, in via Bellerio. Qui trovarono Umberto Bossi, Roberto Maroni, Davide Carlo Caparini, Mario Borghezio e alcuni militanti. I leghisti sostennero che non ci fosse nessun ufficio di Marchini nella sede leghista. A questo punto la Digos decise di fare irruzione. Facendosi strada con la forza, gli agenti entrarono nella sede travolgendo i militanti tra cui Bossi, Maroni, Borghezio e Caparini che ingaggiarono un duro scontro fisico. Maroni cadde e rimase ferito. Qualche giorno più tardi la polizia rese noto il verbale dell'operazione. Nella sede leghista fu sequestrato il seguente materiale: camicie, gadget, manifesti, una carta geografica del Po e copie dell'inno Va, pensiero di Giuseppe Verdi.
Contro la perquisizione la Camera dei deputati avanzò ricorso secondo l'articolo 68 della Costituzione, che vieta la violazione di locali a disposizione dei parlamentari senza consenso del Parlamento. La perquisizione venne condannata nel 2004 dalla Corte costituzionale in quanto lesiva proprio dell'articolo 68.
La Cassazione condannò comunque Roberto Maroni e Piergiorgio Martinelli a 4 mesi e 20 giorni per resistenza a pubblico ufficiale (pena poi convertita in una multa di 5.320 euro). Umberto Bossi venne assolto in appello il 22 giugno 2007, dopo avere chiesto precedentemente l'immunità al Parlamento europeo. Prescritta la condanna di 6 mesi e 20 giorni a Davide Carlo Caparini.
Nel gennaio 1996 Dini si dimise. Si arriva allo svolgimento di nuove elezioni, e stavolta la Lega Nord non stringe alleanze. Si presenta da sola e conquista il 10,4% dei voti a livello nazionale e 87 parlamentari. Questa decisione penalizza il Polo di centrodestra e favorisce la nuova coalizione dell'Ulivo, guidata da Romano Prodi, il quale andò a formare il suo primo governo.
Al momento della ricostituzione dei gruppi parlamentari leghisti, nel maggio 1996, viene introdotto il nome Lega Nord per l'Indipendenza della Padania (dopo la bocciatura di "Lega Parlamento della Padania" al Senato e "Lega Padania indipendente" alla Camera) che diventerà il nuovo nome del partito con la modifica dello statuto approvata il 15 febbraio 1997. In quell'occasione entra nel patrimonio simbolico leghista il Sole delle Alpi in verde su bianco.
Forte del consenso elettorale (29% in Veneto, 25% in Lombardia), il 15 settembre la Lega Nord, radicalizzando la propria politica, annuncia di voler perseguire il progetto della secessione delle regioni dell'Italia settentrionale (indipendenza della Padania). A tal fine organizza una manifestazione lungo il fiume Po il cui culmine si tiene a Venezia, in Riva degli Schiavoni, dove Umberto Bossi, dopo aver ammainato la bandiera tricolore italiana, fa issare quella col Sole delle Alpi, e proclama unilateralmente l'indipendenza della Padania. A seguito di questa svolta secessionista, alcuni importanti esponenti del Carroccio entreranno in rotta con Bossi: Irene Pivetti è espulsa il 12 settembre 1996 e fonderà Italia Federale, Vito Gnutti lascia la Lega Nord l'11 giugno 1999 e fonderà con altri ex leghisti Futuro Nord.
Nel frattempo il Parlamento, attraverso i decreti legislativi noti come legge Bassanini, attribuisce numerose funzioni amministrative agli enti locali, e in particolar modo ai comuni. La Lega Nord mostra, fin dalla legge di delegazione (legge 15 marzo 1997 n. 59), di non accontentarsi delle riforme e decide di proseguire nella sua battaglia secessionista, creando un Governo padano.
Mentre il programma secessionista è in atto, il Parlamento (a maggioranza centro-sinistra) approva una riforma del Titolo V della Parte II della Costituzione, che modifica profondamente il regionalismo italiano. La riforma si fonda sui principi di sussidiarietà - art. 118 - e di leale collaborazione - art. 120 -, indicando espressamente le materie di competenza legislativa esclusiva dello Stato e concorrente tra Stato e Regioni, e riservando alla competenza legislativa esclusiva delle Regioni tutte le altre materie.
A partire dall'autunno 1998 si staccano dalla Lega Nord diversi dirigenti e militanti che fondano movimenti regionali autonomi: in Veneto movimenti come la Liga Veneta Repubblica, che nelle tornate elettorali ha raccolto un consenso tra l'1,3% (2005) e il 2,3% (2000) a livello regionale con un piccolo exploit nelle elezioni per il Senato nel 2001 dove ha raggiunto il 5%, sfiorando l'elezione di un senatore, nel 2000 diversi gruppi regionali staccatisi dalla Lega Nord fondano Autonomisti per l'Europa, nel 2001 nasce in Liguria il Movimento Indipendentista Ligure e nel 2006 in Lombardia Max Ferrari, ex direttore di TelePadania, dopo essere stato espulso dalla Lega Nord fonda il partito autonomista Fronte Indipendentista Lombardia raccogliendo però pochi consensi.
La linea apertamente secessionista fatta propria dalla Lega Nord portò, dopo il 1998, a un isolamento del partito nel panorama politico italiano, col risultato che, nelle zone dove il radicamento leghista era minore, i suoi candidati alle elezioni amministrative erano nettamente svantaggiati rispetto a quelli di centrodestra e di centrosinistra, generalmente appoggiati da più liste. Per cercare di rimediare a questa situazione, nel settembre del 1998 Bossi lanciò il cosiddetto Blocco padano, una coalizione formata dalla Lega Nord con diverse liste in rappresentanza di varie categorie sociali e produttive del territorio. Già alle elezioni amministrative dell'aprile 1997 altre liste che si richiamavano apertamente all'indipendentismo avevano affiancato la Lega Nord:
- Agricoltura padana
- Lavoratori padani
- Padania pensione sicura
- Non chiudiamo per tasse! - Artigianato, commercio, industria

Il risultato di queste liste fu complessivamente molto modesto, e nella maggior parte dei casi esse non riuscirono a portare i candidati leghisti al ballottaggio. Le ultime tre liste ottennero complessivamente l'1,1% al comune di Milano e lo 0,8% al comune di Torino. L'Agricoltura padana ebbe l'1,9% alla provincia di Pavia e i Lavoratori padani lo 0,9% alla provincia di Mantova. Un risultato di un certo rilievo fu però ottenuto dai Lavoratori padani nell'autunno dello stesso anno al comune di Alessandria, dove con il 4,4% contribuirono alla rielezione del sindaco uscente Francesca Calvo ed ebbero diritto a tre consiglieri.
Nel 1998 il Blocco padano, di cui il coordinatore doveva essere il parlamentare europeo ed ex sindaco di Milano Marco Formentini, fu annunciato come costituito fondamentalmente da cinque partiti, oltre alla Lega Nord:
- Terra (evoluzione di Agricoltura padana, con a capo Giovanni Robusti, portavoce dei Cobas del latte)
- Lavoratori padani
- Pensionati padani (evoluzione di Padania pensione sicura, con a capo Roberto Bernardelli)
- Imprenditori padani (evoluzione di Non chiudiamo per tasse!)
- Cattolici padani (già presentatosi alle elezioni per il Parlamento della Padania del 1997, con a capo Giuseppe Leoni)

A questi si unirono a seconda dei casi anche liste civiche di portata locale, che talvolta ebbero maggior fortuna: a Udine Sergio Cecotti raggiunse il ballottaggio e fu poi eletto sindaco grazie all'apporto di due liste civiche, senza che i partiti "regolari" del Blocco padano fossero presenti. La coalizione nel suo complesso risentì del calo di consensi generalizzato subito dalla Lega Nord, tanto che dopo il 1999 non fu più ripresentata se non in maniera sporadica, anche perché la Lega Nord, entrando a pieno titolo nella Casa delle Libertà, trovò alleati di maggiore consistenza elettorale.

### Coalizione con la Casa delle Libertà (1999-2003)
Alle elezioni europee del 1999 il partito raccoglie il 4,5% dei consensi, meno della metà rispetto alle politiche del 1996, ed elegge quattro europarlamentari, di cui uno, Marco Formentini, fautore di un'alleanza con il centro-sinistra, avrebbe presto lasciato il partito per aderire a I Democratici. Quell'anno la Lega Nord organizza una manifestazione a Roma. Il 5 dicembre convergono nella capitale decine di migliaia di militanti, che sfilano nelle strade del centro per gridare la loro opposizione alle politiche dello Stato centrale.
Tra il 1999 e il 2000 la Lega Nord si avvicina nuovamente alla coalizione di centro-destra, rinsaldando i rapporti con Silvio Berlusconi e il suo partito, Forza Italia. La nuova alleanza tra Lega Nord, Forza Italia, AN e centristi, che viene chiamata Casa delle Libertà, muove i primi passi già alle elezioni regionali del 2000, quando la Lega Nord, alleata della CdL, conquista posizioni di rilievo nelle giunte regionali e locali; il successo della CdL provocherà le dimissioni del Governo D'Alema II.
La CdL è riproposta per le elezioni politiche del 2001 come alleanza tra Lega Nord, Forza Italia, Alleanza Nazionale, Centro Cristiano Democratico, Cristiani Democratici Uniti, Nuovo PSI e Partito Repubblicano Italiano, vince: Silvio Berlusconi torna Presidente del Consiglio e la Lega Nord torna al governo. I risultati elettorali vedono la Lega Nord in forte calo rispetto al passato: 3,9% dei consensi nella quota proporzionale (dunque di poco sotto la soglia di sbarramento) e solo 47 parlamentari eletti nel maggioritario. Ma l'alleanza con il centrodestra risulta vincente.
La Lega Nord entra nel Governo Berlusconi II con Umberto Bossi che viene nominato Ministro per le riforme istituzionali e devoluzione, Roberto Castelli Ministro della giustizia e Roberto Maroni Ministro del lavoro e delle politiche sociali; e negli uffici di presidenza delle assemblee legislative con Roberto Calderoli, che viene eletto vicepresidente del Senato.

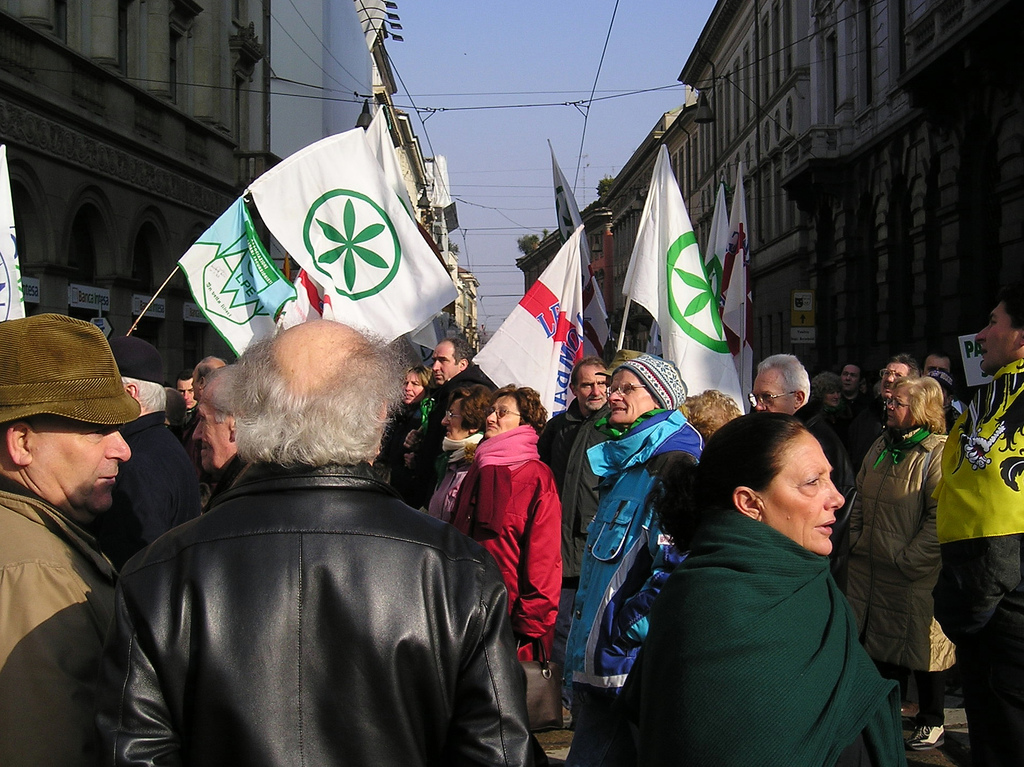
Manifestazione a Milano per il federalismo fiscale e la libertà della Padania

Nel governo la Lega Nord spinge per la realizzazione delle riforme costituzionali, in particolare di quella federalista chiamata "devolution" che valorizza il ruolo delle autonomie regionali, attraverso l'attribuzione di competenze esclusive attinenti alla sanità, alla scuola e alla sicurezza pubblica.

### La malattia di Umberto Bossi (2004-2005)
La mattina dell'11 marzo 2004 Umberto Bossi è ricoverato in ospedale in gravi condizioni, colpito da un ictus cerebrale; la riabilitazione lo costringe a una lunga degenza ospedaliera in Svizzera e a una faticosa convalescenza, poi conseguentemente a una lunga interruzione dell'attività politica. Si dimette così da ministro, venendo sostituito dal vicepresidente del Senato Roberto Calderoli.
Nonostante le condizioni di salute (la malattia gli ha lasciato un braccio indebolito, difficoltà a camminare e parlare da cui non si è mai ripreso completamente) Bossi si candida come capolista al Parlamento europeo alle elezioni di giugno, risultando eletto nelle due circoscrizioni del nord, con circa 285.000 voti. Per il seggio di Strasburgo lascia quindi la carica di deputato italiano. Bossi riapparirà solo il 19 settembre nella sua casa a Gemonio e tornerà in pubblico gradualmente prima partecipando il 28 febbraio 2005 nella sede della Lega Nord in via Bellerio a Milano all'inaugurazione dell'asilo nido interno.
Il 6 marzo Bossi effettua la sua prima uscita pubblica dopo l'ictus nella casa-museo di Carlo Cattaneo a Castagnola.
Alla manifestazione di Castagnola prende parte anche il ministro dell'Economia Giulio Tremonti (uomo chiave del cosiddetto «asse del Nord» tra Bossi e Berlusconi), il ministro Roberto Calderoli, il Ministro della Giustizia Roberto Castelli, il Ministro del Lavoro e politiche sociali Roberto Maroni e una delegazione della Lega dei Ticinesi, partito politico localista a ispirazione cantonale elvetico guidato dall'imprenditore luganese Giuliano Bignasca.
Il 19 giugno 2005 Bossi torna a partecipare ai tradizionali raduni di Pontida, ma solo dal 15 novembre ritornerà a far politica a Roma ripresentandosi al Senato. Nelle elezioni europee del 2004 e nelle elezioni regionali del 2005, la Lega Nord recupera parte dei consensi persi in precedenza, ricevendo rispettivamente il 5,1% e il 5,6% dei suffragi a livello nazionale.

### Elezioni politiche del 2006: alleanza con MPA ed opposizione al governo Prodi II
In vista delle elezioni politiche del 2006, la Lega Nord conferma l'adesione alla Casa delle Libertà, che candida nuovamente Berlusconi a premier, e, per la prima volta, apre anche alle energie provenienti dal Sud Italia, stipulando un accordo con il meridionalista Movimento per l'Autonomia, guidato da Raffaele Lombardo, eurodeputato eletto nelle file dell'UDC e proveniente dalla corrente DC di Calogero Mannino.
Esso è composto da esponenti largamente provenienti dalla Democrazia Cristiana, ha il suo radicamento in Sicilia e sostiene politiche in favore del Mezzogiorno, come la costruzione del ponte sullo stretto di Messina.
Condivide con la Lega Nord il fattore dell'autonomismo regionale. Si oppone però ad un federalismo fiscale che poggi totalmente sulle spalle delle Regioni.
L'obiettivo dei due partiti alleati, secondo Raffaele Lombardo, è quello di «porre fine alla conflittualità tra autonomia e federalismo» e «trasformare i conflitti in sinergie e collaborazione tra Nord e Sud del Paese». Anche il Partito Sardo d'Azione presenterà suoi candidati nella lista Lega-MpA per l'elezione dalla Camera.
Alle elezioni la Casa delle Libertà perde di misura, si forma il Governo Prodi II e la Lega Nord si colloca all'opposizione di Prodi.
Dopo le elezioni, il gruppo leghista alla Camera è formato da ventitré deputati e il capogruppo è l'ex ministro Roberto Maroni, mentre al Senato a capo dei tredici senatori c'è l'ex Guardasigilli Roberto Castelli.

### Referendum costituzionale del 2006
Fra 18 ottobre 2004 e il 16 novembre 2005 il Parlamento dà i quattro sì necessari per modificare la Costituzione e introdurre la devolution, cioè la devoluzione alle regioni della potestà legislativa esclusiva in materia di organizzazione scolastica, polizia amministrativa regionale e locale, assistenza e organizzazione sanitaria, riforma fortemente voluta dalla Lega Nord. Tuttavia l'approvazione è avvenuta a maggioranza semplice e questo obbliga la maggioranza a indire un referendum confermativo.
Il secondo referendum costituzionale, dopo quello del 2001 sulla riforma del Titolo V, si tiene così il 25 e 26 giugno 2006 e a questo partecipa il 52,3% degli aventi diritto. La maggioranza dei voti risulta di parere contrario alla riforma costituzionale. In sole due regioni, Lombardia e Veneto, i sì prevalgono sui no. Il progetto federalista della Lega Nord subisce così una battuta d'arresto. Bossi ammetterà di essere «un po' deluso da questa Italia che fa un po' tristezza».

### Elezioni politiche del 2008 e ritorno al governo

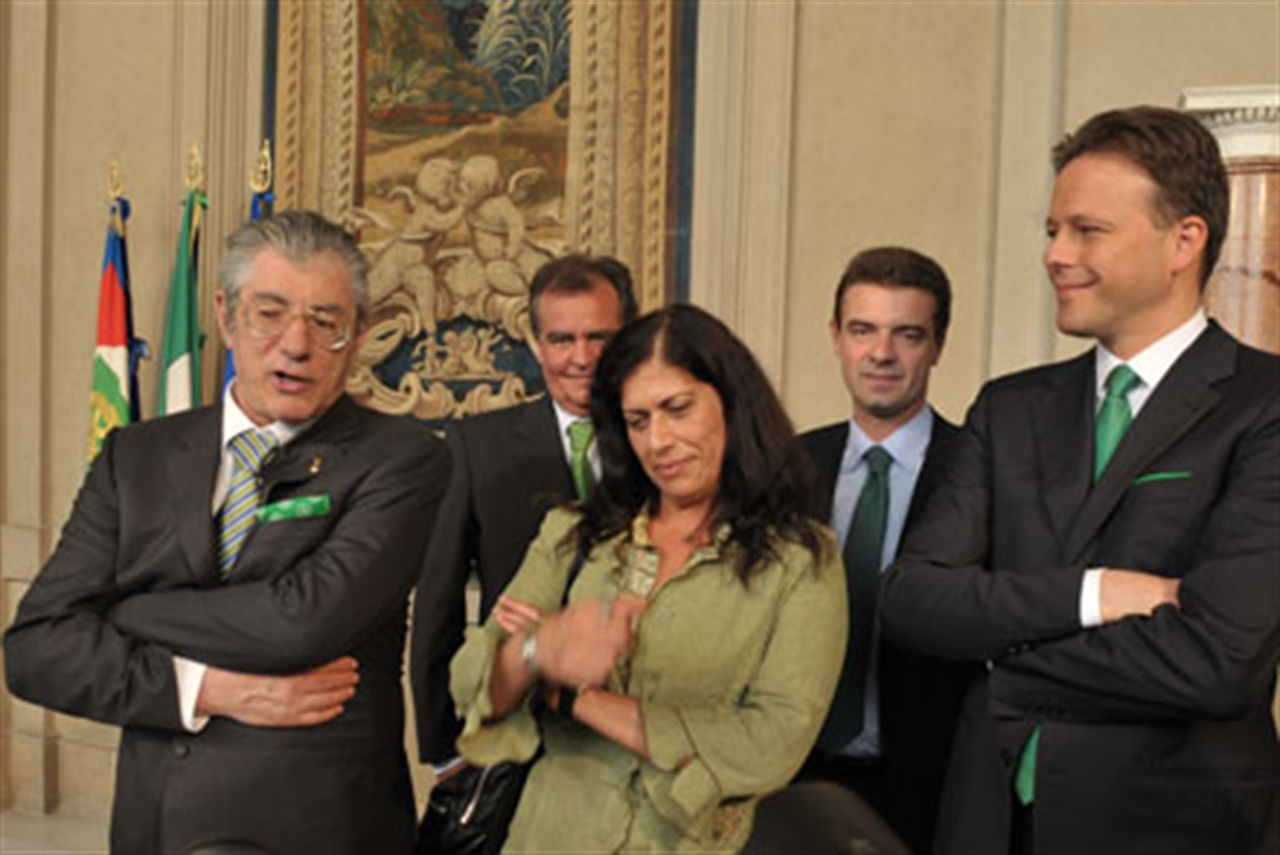
Umberto Bossi, Roberto Calderoli, Rosi Mauro, Roberto Cota e Federico Bricolo al Quirinale

Alle elezioni politiche del 2008 la Lega Nord partecipa alla coalizione del centro-destra con Il Popolo della Libertà e il Movimento per l'Autonomia, candidando ancora una volta Berlusconi a Presidente del Consiglio. Il partito di Bossi ha presentato le proprie liste e il proprio simbolo tuttavia esclusivamente nelle regioni del Centro-Nord: Piemonte, Lombardia, Veneto, Trentino-Alto Adige, Friuli-Venezia Giulia, Emilia-Romagna, Liguria, Toscana, Marche e Umbria.
Al voto, la Lega Nord ha ottenuto un risultato di rilievo, partecipando in maniera decisiva alla vittoria del centro-destra e ottenendo l'8,30% alla Camera e l'8,06% al Senato, in netto rialzo rispetto alle precedenti votazioni.
Nel Governo Berlusconi IV sono ministri: Umberto Bossi alle Riforme per il federalismo, Roberto Calderoli alla Semplificazione normativa, Roberto Maroni all'Interno e Luca Zaia alle Politiche agricole; sono sottosegretari: Maurizio Balocchi alla Semplificazione normativa, Michelino Davico all'Interno, Roberto Castelli alle Infrastrutture e Trasporti e Francesca Martini alla Salute. Rosi Mauro è vicepresidente del Senato.

### Elezioni europee del 2009

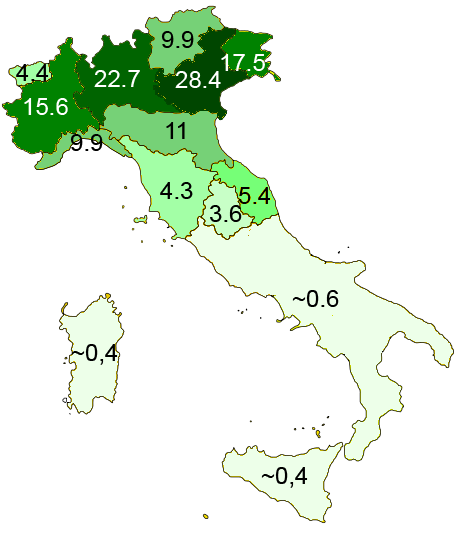
Risultati elettorali del 2009 in percentuale

Alle elezioni europee del 2009 la Lega Nord ottiene il 10,21%. Elegge per la prima volta un parlamentare europeo nella circoscrizione Centro, l'allora segretario della Lega Nord Toscana Claudio Morganti. In Veneto ottiene il 28,38% e risulta il partito più votato nelle province di Belluno, Treviso, Verona e Vicenza.
Subito dopo le elezioni la Lega Nord, con l'UKIP, è tra i fondatori del gruppo Europa della Libertà e della Democrazia (ELD), creatosi il 1º luglio 2009 dopo lo scioglimento dell'Unione per l'Europa delle Nazioni.

### Regionali 2010: la Lega Nord al governo di Piemonte e Veneto
Nelle elezioni regionali 2010 la Lega Nord si è presentata, sempre alleata del PdL, in 8 delle 13 regioni che andavano al voto (Piemonte, Lombardia, Veneto, Liguria, Emilia-Romagna, Toscana, Marche, Umbria). In due di queste, Piemonte e Veneto, ha presentato i propri esponenti Roberto Cota e Luca Zaia quali candidati presidenti dei due partiti e risultano entrambi eletti.
Complessivamente la Lega Nord ha ottenuto il 12,28% del totale dei voti validi delle 13 regioni (19,77% nelle otto in cui era presente), con una punta del 35,15% in Veneto, dove è risultata essere il primo partito a livello regionale. Rispetto alle precedenti elezioni regionali del 2005, il partito ha raddoppiato i propri consensi ottenendo «un avanzamento generalizzato in tutte le regioni del Nord e anche in quelle "rosse"». In termini di voti assoluti il partito ha comunque perso 117 000 voti rispetto al 2008 (–4,1%) e 195 000 voti rispetto al 2009 (–6,6%), ma è una perdita «molto contenuta rispetto all'andamento della partecipazione e quindi equivale a una crescita dei consensi».
Secondo studi condotti in nove città del Nord, rispetto alle precedenti elezioni europee si è registrato un consistente flusso di voti dal PdL alla Lega Nord.
Il 30 e 31 maggio successivi la Lega Nord ha partecipato al rinnovo delle otto provincie sarde, presentando proprie liste a Cagliari, Ogliastra, Olbia-Tempio e Sassari. Qui, dove la Lega Nord non è ancora radicata, il partito ha ottenuto 4.179 voti, pari allo 0,58% su scala regionale (0,93% relativamente alle quattro provincie citate).
L'11 febbraio 2014 il Consiglio di Stato annulla definitivamente le elezioni regionali in Piemonte, svoltesi nel 2010, e che avevano visto vittorioso Roberto Cota.

### Caduta del Berlusconi IV e passaggio all'opposizione (2011)
Tra il 2010 e il 2011, periodo politicamente turbolento per la maggioranza di centrodestra a causa della scissione di Futuro e Libertà per l'Italia e dell'insuccesso delle amministrative 2011, la Lega Nord garantisce il proprio appoggio al Governo Berlusconi IV.
Alle elezioni amministrative del 2011 infatti la Lega Nord decide di allearsi con PdL solo nelle grandi città, mentre nelle piccole si presenta da sola, ma i risultati sia per la Lega Nord che per l'alleanza di centrodestra sono scarsi e viene persa anche la città di Milano.
Successivamente alle dimissioni di Silvio Berlusconi dell'autunno 2011, la Lega Nord è contraria a qualsiasi governo tecnico, chiedendo il ritorno alle urne. Alla nascita del Governo Monti la Lega Nord, contrariamente agli ex alleati del Popolo della Libertà, si colloca fin dal primo istante all'opposizione di tale governo: infatti la Lega Nord è stata l'unico partito del Parlamento a votare contro la fiducia d'insediamento del governo tecnico di Mario Monti.
Intanto nel partito i rapporti tra Bossiani e Maroniani diventano sempre più tesi: dopo gli scontri interni al gruppo della camera sulla richiesta di arresto per Cosentino, ma smentite dal capogruppo bossiano Reguzzoni, il partito vieta a Maroni di parlare ai comizi. Maroni però non ha intenzione di rispettare il divieto e la base leghista è in rivolta, tant'è che Maroni viene invitato da molte sezioni, e Bossi è costretto a ritirare il divieto.

### «Caso Belsito» e dimissioni di Bossi (2012)
Il 5 aprile 2012 Bossi si è dimesso da Segretario Federale del partito a seguito dell'inchiesta giudiziaria che ha coinvolto il tesoriere del partito Francesco Belsito, anche lui dimissionario, e la famiglia dello stesso Bossi, dal momento che parte del denaro della Lega Nord, ottenuto come finanziamento pubblico, sarebbe stato utilizzato dalla famiglia Bossi per scopi privati.
Tale vicenda coinvolge altri esponenti di spicco della Lega Nord come Rosi Mauro, Roberto Calderoli e Francesco Speroni. La vicenda ha portato, inoltre, il figlio di Bossi, Renzo Bossi, a dimettersi dal Consiglio regionale della Lombardia.
Contestualmente alle dimissioni da Segretario, il Consiglio Federale del partito nomina Bossi Presidente Federale, al vertice del partito nomina un triumvirato composto da Roberto Maroni, Roberto Calderoli e Manuela Dal Lago, che lo guiderà fino al congresso, e Stefano Stefani nuovo tesoriere.

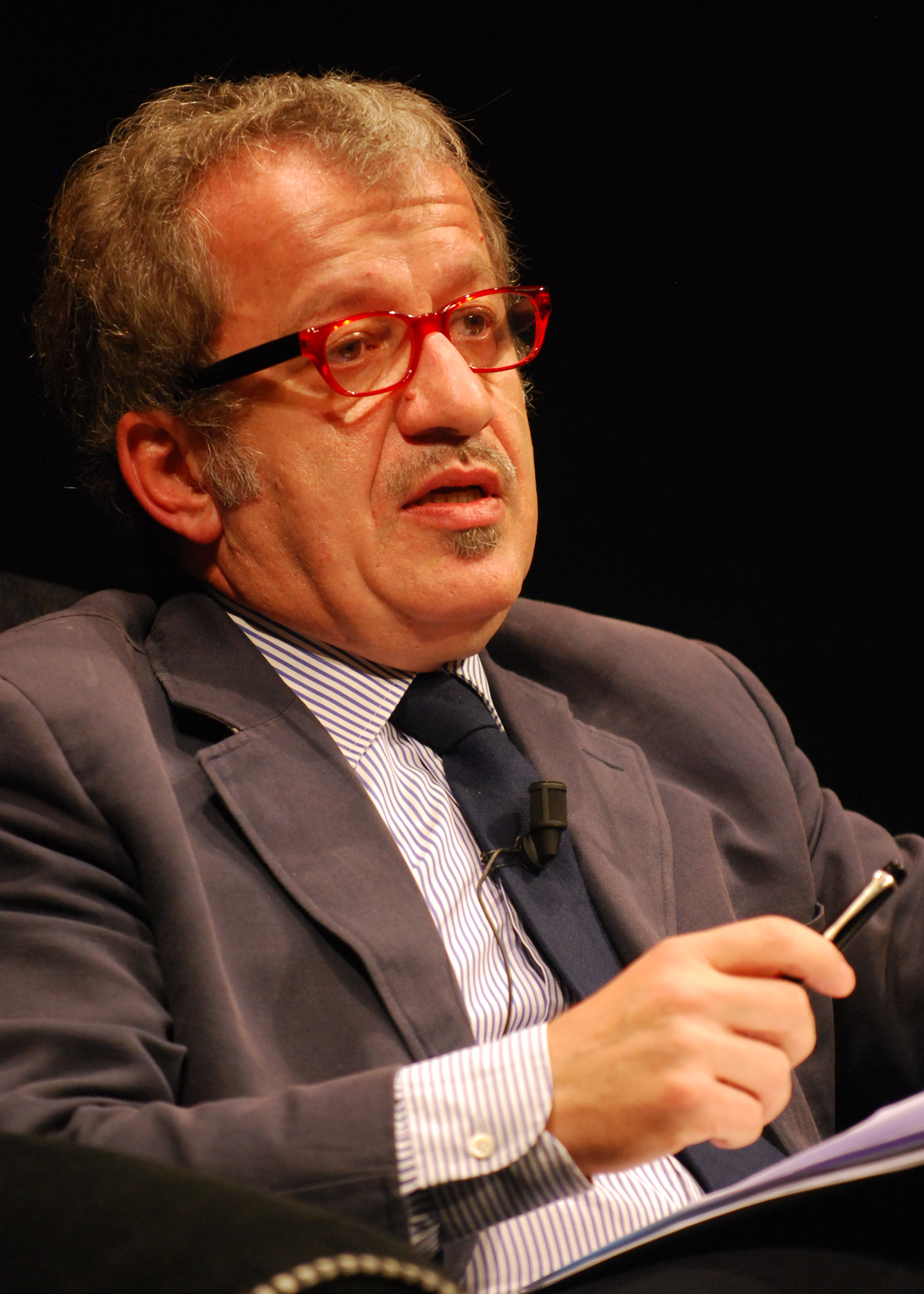
Roberto Maroni, segretario federale della Lega Nord dal 1º luglio 2012 al 15 dicembre 2013

Il coinvolgimento di Rosi Mauro induce i vertici a chiederne le dimissioni dalla carica di vicepresidente del Senato. Il suo rifiuto le costa l'espulsione.
Nel maggio 2012 Bossi viene iscritto nel registro degli indagati dalla Procura di Milano con l'accusa di truffa ai danni dello Stato, unitamente ai figli Renzo e Riccardo, al senatore Piergiorgio Stiffoni e a Paolo Scala. Nel novembre 2013 Bossi e i propri figli vengono rinviati a giudizio. Il 10 luglio 2017 il tribunale di Milano condanna Umberto Bossi, il figlio Renzo e l'ex tesoriere Belsito.
Alle elezioni amministrative del 2012 la Lega Nord partecipa alle competizioni elettorali generalmente da sola, rinunciando ad un'alleanza col Popolo della Libertà, e vede il proprio esponente Flavio Tosi riconfermato alla guida di Verona.
A Como e a Monza i candidati leghisti non riescono a raggiungere il secondo turno e, complessivamente, la Lega Nord assiste ad un calo generalizzato del consenso.

### Congressi nazionali e Maroni segretario (2012)

Slogan utilizzato dal partito durante e dopo il V Congresso Federale

Prima del V congresso vengono celebrati i congressi nazionali (regionali): in Veneto il maroniano Flavio Tosi batte il bossiano Massimo Bitonci e diventa segretario della Liga Veneta; in Lombardia il maroniano Matteo Salvini batte il bossiano Cesarino Monti diventando segretario della Lega Lombarda; in Liguria la maroniana Sonia Viale batte il bossiano Giacomo Chiappori; in Friuli-Venezia Giulia il maroniano Matteo Piasente batte il bossiano Marco Ubaldi; in Emilia il maroniano Fabio Rainieri batte il bossiano Riad Ghelfi; in Romagna il maroniano Gianluca Pini viene confermato segretario mentre in Trentino è confermato segretario il maroniano Maurizio Fugatti.
Durante il V Congresso Federale della Lega Nord che viene celebrato il 30 giugno e il 1º luglio 2012, il primo dopo le dimissioni di Bossi, Roberto Maroni, unico candidato alla segreteria federale al congresso, viene eletto nuovo Segretario Federale della Lega Nord. Maroni innova l'assetto organizzativo nominando tre vicesegretari: il veneto Federico Caner vicesegretario federale vicario con la delega a costruire la scuola di formazione del partito, il lombardo Giacomo Stucchi vicesegretario responsabile dell'Ufficio politico e degli undici dipartimenti e due consulte e la piemontese Elena Maccanti vicesegretario coordinatrice degli enti locali. Roberto Calderoli è responsabile federale organizzativo del territorio. Viene modificato il simbolo del partito: scompare la parola "Bossi", sostituita con "Padania".

### Elezioni politiche del 2013, i primi insuccessi e opposizione al governo Letta
Alle elezioni politiche del 2013 la Lega Nord decide di correre in coalizione col Popolo della Libertà con Berlusconi capo coalizione presentandosi insieme alla Lista 3L, partito politico guidato dall'ex ministro Giulio Tremonti, uscito nel 2012 dal Popolo della Libertà e ex ministro dell'economia in governi guidati da Silvio Berlusconi.
Questa tornata elettorale vede il partito in netto calo di consenso, avendo ottenuto a livello nazionale soltanto il 4,08% per l'elezione della Camera dei Deputati e il 4,33% per il Senato. Il crollo del supporto popolare al partito è molto evidente ad esempio in Veneto, dove la Lega Nord non raggiunge l'11% (meno della metà rispetto alle elezioni politiche del 2008, e circa due terzi in meno rispetto al massimo dei consensi raggiunto in occasione delle regionali del 2010).
In Lombardia al contrario, dove in contemporanea si vota anche per il rinnovo del Consiglio Regionale (a seguito delle dimissioni anticipate del presidente della giunta regionale uscente, Roberto Formigoni), la Lega Nord limita in parte il calo registrato nelle altre regioni del Nord. Grazie al supporto, ritenuto determinante, del Popolo della Libertà e degli altri partiti e liste civiche che compongono la coalizione di centro-destra, il segretario leghista Maroni riesce ad imporsi sul candidato del centro-sinistra Umberto Ambrosoli ed essere eletto presidente. Dopo il colloquio con il presidente del Consiglio incaricato Enrico Letta, il 25 aprile 2013 il segretario Roberto Maroni ha dichiarato che la Lega Nord sarà all'opposizione del Governo. Il 20 aprile, al sesto scrutinio, la Lega Nord vota per la rielezione a presidente della repubblica di Giorgio Napolitano assieme a Partito Democratico, Popolo della Libertà e Con Monti per l'Italia, ma si astiene dal voto di fiducia al Governo Letta in entrambe le camere e durante il governo Letta si scaglia duramente contro il ministro di origine congolese Cécile Kyenge, difendendo la legge Bossi-Fini. Il 27 novembre la Lega Nord vota al Senato contro la decadenza da senatore di Silvio Berlusconi causata dalla legge Severino.
L'11 dicembre 2013 in occasione del voto di fiducia al governo Letta la Lega Nord perde un componente del suo gruppo al Senato, Michelino Davico, il quale decide di votare, contrariamente alla linea del partito, la fiducia al premier.

### Il Congresso Federale Straordinario (2013)

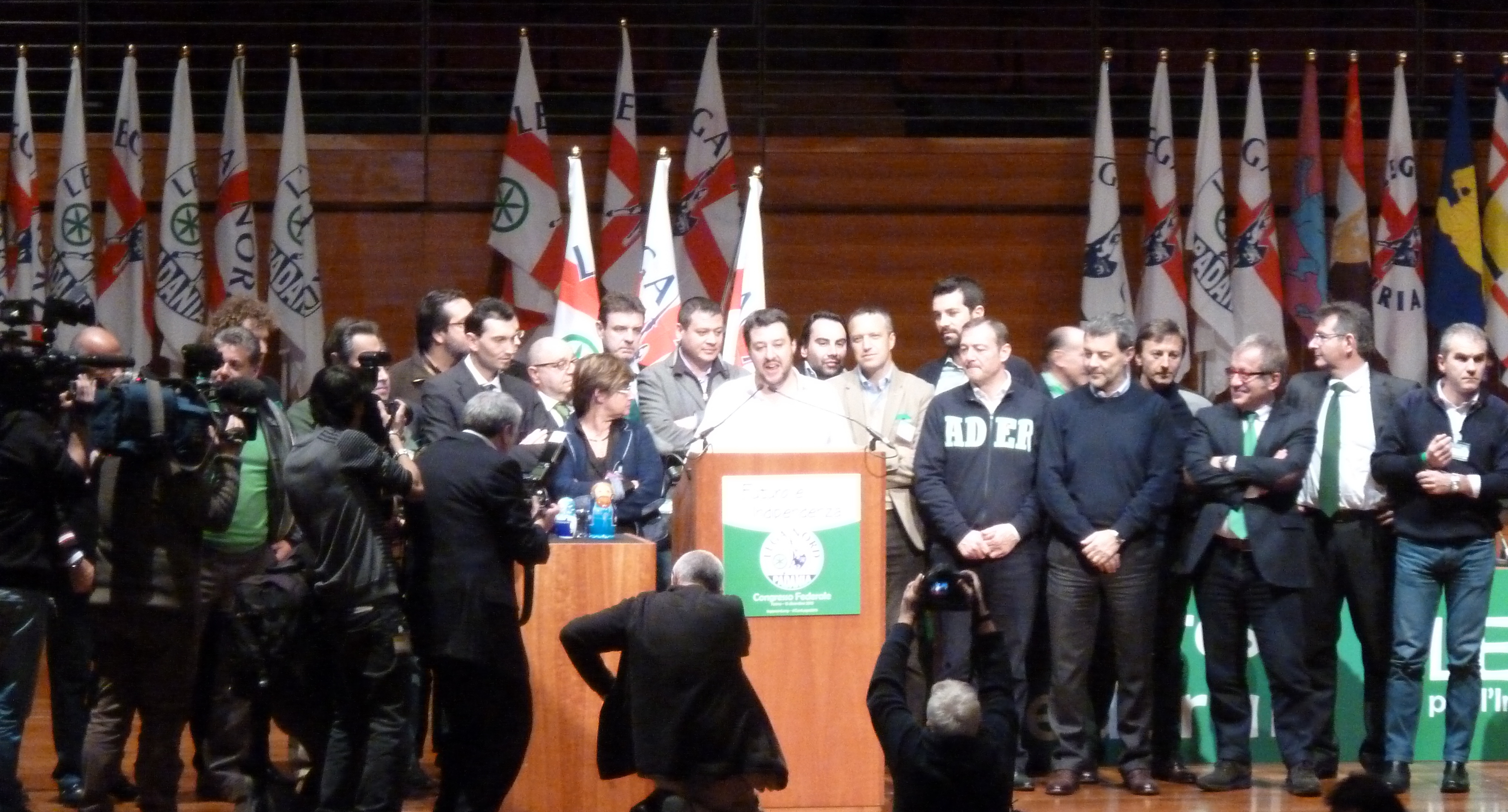
Matteo Salvini durante il discorso come candidato segretario della Lega Nord

Il 7 dicembre 2013 si tengono primarie per la segreteria del partito, organizzate da Roberto Calderoli: i candidati iniziali erano Umberto Bossi, Matteo Salvini, Giacomo Stucchi, Manes Bernardini, Roberto Stefanazzi, Flavio Tosi, Gianluca Pini e Erminio Boso. Ma in seguito alla rinuncia di Tosi, alla non ammissibilità delle candidature di Pini e Boso, raggiungono le mille firme necessarie solo Bossi e Salvini. I seggi erano 56 in tutto il centro-nord con la possibilità di voto solo per i soci ordinari con almeno un anno di militanza nel partito che sono 17.747.
Il vincitore delle primarie è stato Salvini con l'82% di voti mentre Bossi ha ottenuto il 18%, su un totale di 10.206 votanti. L'elezione è stata ratificata dai 300 delegati durante il congresso convocato dal partito il 15 dicembre al Lingotto di Torino, proclamando ufficialmente Matteo Salvini nuovo segretario federale del partito.

### La segreteria di Matteo Salvini

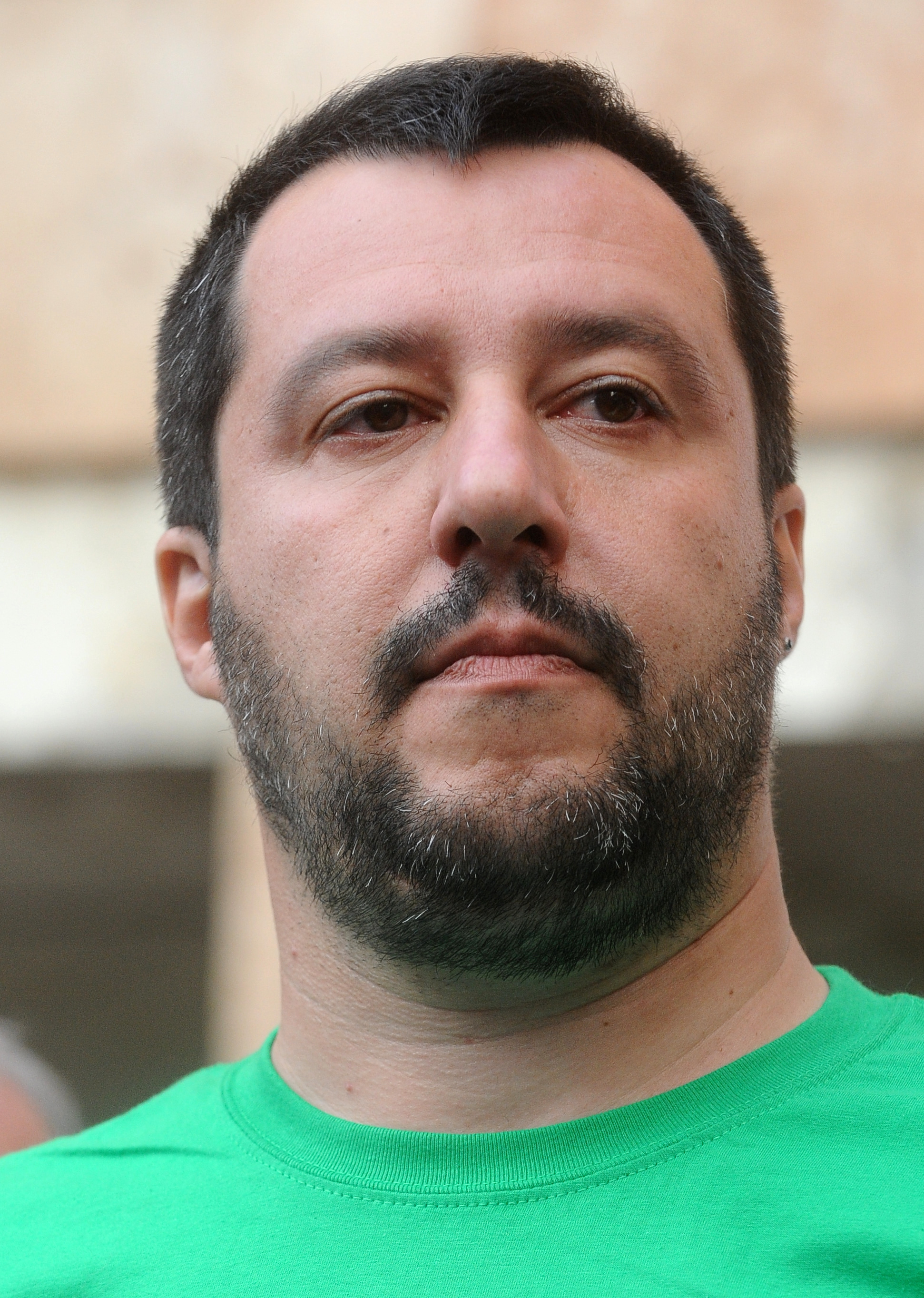
Matteo Salvini nel 2015

A seguito degli aumenti autostradali che hanno colpito il nord Italia, in media del 3,9%, con punte del 18%, il segretario Salvini ha indetto per l'11 gennaio 2014 un presidio leghista in 30 caselli autostradali per protestare contro gli aumenti. Presentandosi assieme a un centinaio di militanti, tra cui il presidente Bossi, al casello di Gallarate, Salvini dichiara: «A Roma si circola sul Grande raccordo gratis, la Salerno-Reggio Calabria è gratis. Qui si paga un occhio della testa» e successivamente ha attraversato il casello ritirando lo scontrino per poi strapparlo, affermando che non l'avrebbe pagato.
Il presidente del Veneto Luca Zaia ha commentato a proposito: «Penso che si debba protestare non solo per il pedaggio sull'A28 ma per tutte le realtà in cui lo si paga, perché il Veneto versa a Roma 21 miliardi di tasse all'anno e abbiamo diritto alle autostrade gratuite».
Successivamente, lo stesso giorno, si è svolta una manifestazione a sostegno dell'allora presidente del Piemonte Roberto Cota, pochi giorni dopo la sentenza del Tar piemontese che aveva dichiarato nulla l'elezione dei consiglieri eletti alle elezioni regionali del 2010, indicendo così nuove elezioni.
Agli inizi della primavera del 2014 venne lanciata dalla Lega Nord la raccolta firme per cinque referendum, che riguardano l'abrogazione delle leggi Merlin e Mancino e della riforma delle pensioni Fornero e l'abolizione dei concorsi pubblici per gli immigrati e delle prefetture. Il 25 giugno vennero depositate in Cassazione 3 milioni di firme raccolte a sostegno dei cinque referendum, di cui 570 000 per il solo quesito sulla legge Fornero.
Tale referendum fu l'unico ad ottenere le 500.000 firme necessarie, ma non si andò mai alle urne a causa della bocciatura della Corte costituzionale, avvenuta nel gennaio successivo.

#### Dalle elezioni Europee alle Regionali in Emilia-Romagna
Alle Elezioni europee del 2014 la Lega Nord ottiene il 6,2% dei voti, eleggendo cinque europarlamentari al Parlamento Europeo e stringendo un'alleanza con il Fronte Nazionale di Marine Le Pen con cui condivide gli ideali di abbandonare la moneta unica Euro per riacquistare la sovranità monetaria andando così a formare il Movimento per un'Europa delle Nazioni e della Libertà, a cui si aggiunge il Partito della Libertà Austriaco.
Alle Elezioni regionali del 23 novembre, la Lega Nord raggiunge in Emilia-Romagna, con il candidato presidente Alan Fabbri, il 19,4% dei consensi, divenendo secondo partito e doppiando Forza Italia.

#### Noi con Salvini

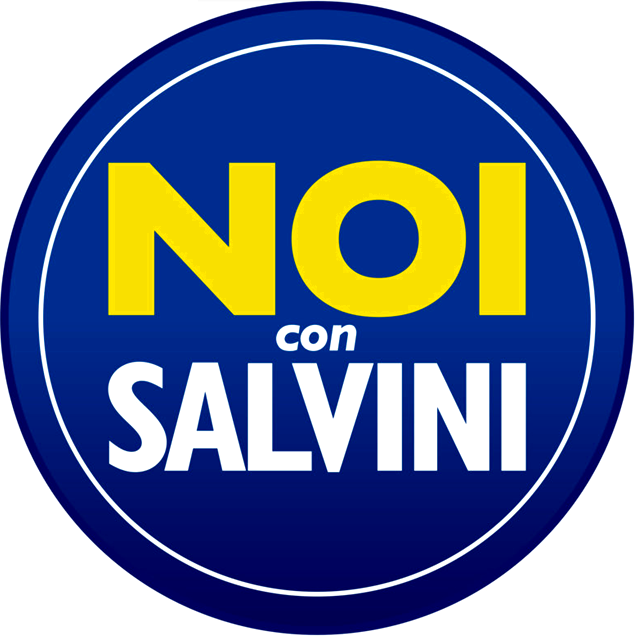
Simbolo elettorale di Noi con Salvini

Il 19 dicembre 2014 Salvini fonda il partito Noi con Salvini come soggetto politico a sostegno del segretario nel Centro e Sud Italia. In quelle regioni si dà una strutturazione territoriale attraverso coordinatori locali. Ad esso hanno aderito il deputato siciliano Angelo Attaguile, che ne è segretario nazionale e coordinatore per la Sicilia, e il senatore Raffaele Volpi (presidente), pur rimanendo nei rispettivi gruppi della Lega Nord alla Camera e al Senato.
Il 28 febbraio 2015 Salvini organizza a Roma in piazza del Popolo una manifestazione contro Matteo Renzi, cui prendono parte Fratelli d'Italia e CasaPound, a cui partecipano circa 30.000 persone.
Al partito nell'ottobre 2016 aderisce anche il deputato siciliano Alessandro Pagano. Nel giugno 2017 presenta una lista alle comunali di Palermo, insieme a Fratelli d'Italia, candidando a sindaco l'ex iena Ismaele La Vardera. La lista ottiene il 2,79% e nessun seggio.

#### L'espulsione di Flavio Tosi
Il 10 marzo 2015 Flavio Tosi, storico esponente della sezione veneta del partito, viene espulso dalla Lega Nord a causa delle divergenze col segretario federale Matteo Salvini sul commissariamento della Liga Veneta da parte di quest'ultimo.
Con l'uscita di Tosi lasciano la Lega Nord, oltre a consiglieri assessori regionali veneti e militanti, deputati e senatori. Per l'esattezza sono tre i leghisti che hanno abbandonato il gruppo al Senato (Emanuela Munerato, Patrizia Bisinella e Raffaela Bellot) e tre alla Camera (Roberto Caon, Emanuele Prataviera e Matteo Bragantini).
Nonostante queste defezioni il 1º aprile hanno aderito al partito la deputata Barbara Saltamartini e le ex parlamentari Barbara Mannucci e Souad Sbai, tutte e tre provenienti dal disciolto Popolo della Libertà.
Il 9 settembre 2015, tuttavia, anche il deputato Marco Marcolin, dopo aver aderito al partito di Flavio Tosi, abbandona il partito per approdare al gruppo misto.

#### Le Regionali del 2015
Ad aprile inizia la campagna elettorale per le regionali: in Veneto viene ricandidato il presidente uscente Luca Zaia, sostenuto anche da FI e FdI mentre in Toscana si presenta Claudio Borghi, appoggiato anche da FdI. In Liguria in un primo momento viene proposto il consigliere Edoardo Rixi, ma a seguito del sostegno degli azzurri a Zaia in Veneto la Lega Nord sostiene il forzista Giovanni Toti assieme al resto del centro-destra. In Puglia viene presentata la lista Noi con Salvini in coalizione con FI a sostegno di Adriana Poli Bortone. Nelle Marche la Lega Nord sostiene Francesco Acquaroli, sindaco di Potenza Picena ed esponente di FdI, mentre in Umbria assieme al resto del centro-destra appoggia il sindaco di Assisi Claudio Ricci. In Campania non presenta nessuna lista in base ad un accordo nazionale con Forza Italia.
Il 31 maggio sono risultati vincitori Luca Zaia (riconfermato con il 50% dei voti, di cui oltre 23% della Lista Zaia Presidente, un 17,8% della Lega Nord, che nelle precedenti regionali del 2010 aveva ottenuto il 35,2%) e Giovanni Toti (34%, di cui il 20,3% ottenuti dalla Lega Nord, un raddoppio rispetto alle precedenti regionali del 2010 in cui aveva ottenuto il 10,2%). Nelle altre regioni ottiene buoni risultati: in Toscana risulta essere secondo partito con il 16,2% dei voti (rispetto al 6,8 delle precedenti regionali del 2010), in Umbria raggiunge il 14% (nel 2010 era ferma al 4,3), nelle Marche, dove nel 2010 la Lega Nord aveva ottenuto il 6,3%, ha raccolto il 13% delle preferenze. In Puglia, dove Noi con Salvini si è presentato per la prima volta, ha raccolto il 2,3%.

### Le primarie per la segreteria del 2017
Le elezioni primarie della Lega Nord del 2017 si sono svolte il 14 maggio 2017 per l'elezione del segretario federale; hanno visto la vittoria del segretario federale Matteo Salvini, votato dall'82.7% del totale, che ha sconfitto l'assessore lombardo Giovanni Fava.
In seguito alla vittoria di Salvini, il partito decide di presentarsi alle elezioni politiche del 4 marzo 2018 con un simbolo privo di riferimenti al Nord, cercando di perdere il riferimento territoriale che per decenni lo aveva caratterizzato.
In occasione delle elezioni regionali in Sicilia del novembre 2017 vi è il sostegno del Partito alla candidatura vincente di Nello Musumeci a Presidente della Regione Sicilia. Si presenta in una lista unica con Fratelli d'Italia, ottenendo il 5,65% dei voti e la contestuale conquista di 4 seggi all'ARS, di cui uno di Noi con Salvini.
Il 25 gennaio 2018 la nomina di Matteo Salvini quale segretario federale della Lega Nord viene messa in discussione da un ricorso d'urgenza al Tribunale di Milano, col rischio di inibizione anche in relazione alle elezioni politiche italiane del 4 marzo. Il ricorso fu presentato da un componente della lista collegata a Giovanni Fava, sfidante di Salvini per le primarie del 2017, sulla scorta di una presunta "illegittimità" causata da un ritardo nella presentazione della candidatura di Salvini rispetto al regolamento del partito. Il ricorso fu tuttavia respinto pochi giorni dopo.

### La fondazione della Lega per Salvini Premier

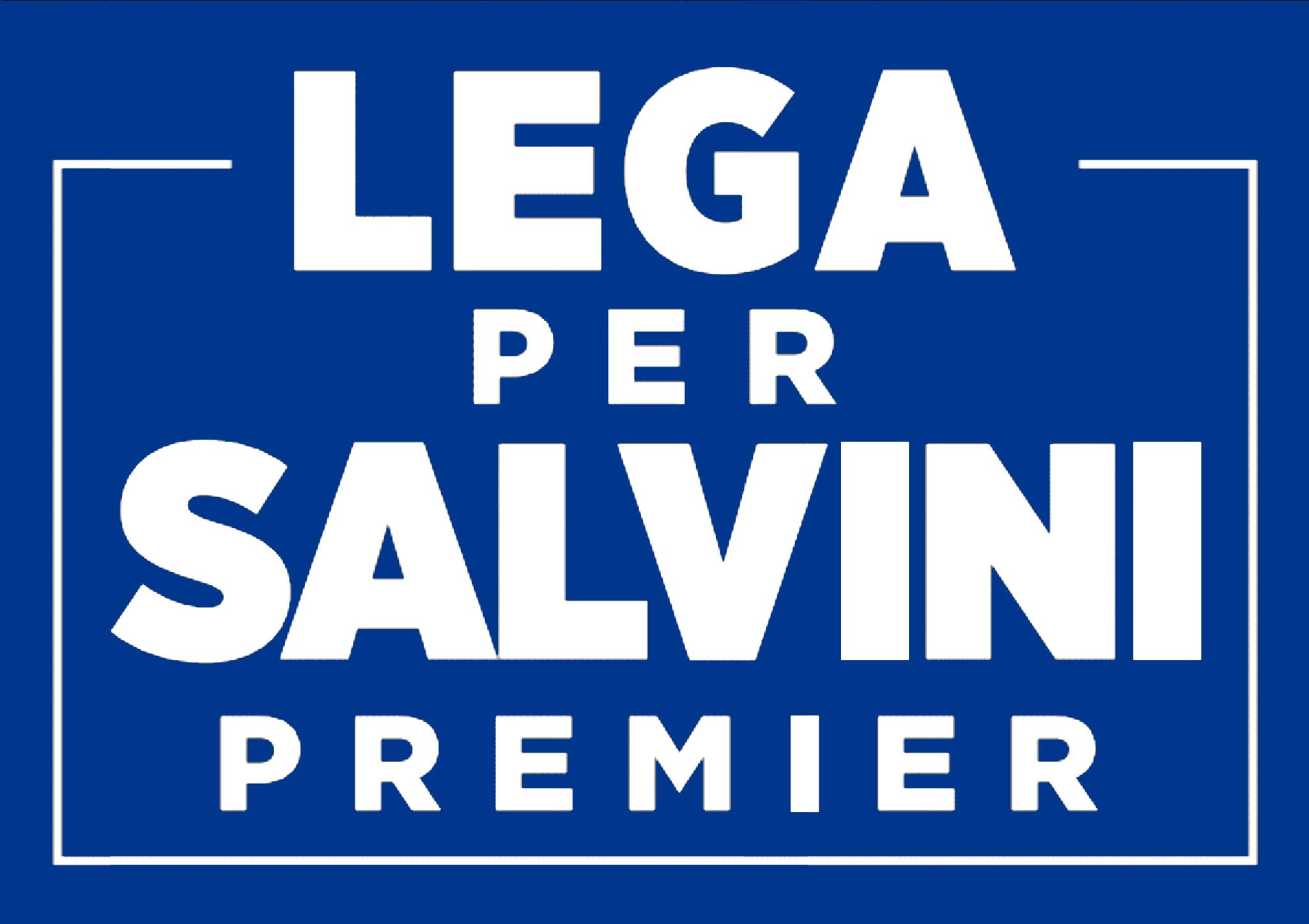
Simbolo ufficiale della "Lega per Salvini Premier"

Il 14 dicembre 2017 Roberto Calderoli registra nella Gazzetta Ufficiale un nuovo partito, la Lega per Salvini Premier, con uno statuto sostanzialmente identico a quello della Lega Nord, se non con un'impronta più federalista e nazionalista che indipendentista e settentrionalista. Infatti il nuovo partito non ha più come finalità il conseguimento dell'indipendenza della Padania, ma «la pacifica trasformazione dello Stato italiano in un moderno Stato federale attraverso metodi democratici ed elettorali» e «promuove e sostiene la libertà e la sovranità dei popoli a livello europeo». Ha anche un simbolo differente, con una scritta bianca su uno sfondo blu simile ai cartoncini elettorali di Donald Trump, senza lo storico Guerriero di Legnano.
Nel 2018, l'appena fondata Lega per Salvini Premier iniziò a tesserare i soci sostenitori dell'Italia centro-meridionale (sostituendosi così al movimento Noi con Salvini), mentre i militanti leghisti dell'Italia centro-settentrionale continuarono a rimanere iscritti alla Lega Nord.

### Dalle politiche 2018 alle europee 2019

#### Elezioni politiche 2018
Alle elezioni politiche del 4 marzo 2018, la Lega Nord si presenta sotto le insegne della lista Lega - Salvini Premier, senza più la scritta "Nord" sul simbolo elettorale, riscuote il miglior risultato elettorale della sua storia scavalcando Forza Italia all'interno della coalizione di centro-destra: il partito supera il 17% dei consensi sia alla Camera sia al Senato, esprimendo così 124 deputati e 58 senatori. Oltre al successo nelle regioni settentrionali, il partito riscuote buoni risultati al centro e discreti al sud. La Lega - Salvini Premier diventa quindi la terza forza politica nazionale.
Visto che però nessuna delle tre coalizioni ha la maggioranza assoluta in parlamento, alle consultazioni con il presidente della Repubblica Sergio Mattarella, la Lega si dimostra aperta a formare un esecutivo con il Movimento 5 Stelle, ma esprime un veto sul formare un governo assieme al PD. Inoltre Salvini, che si dice disponibile a non presiedere il nuovo governo se sarà fonte di discordie, ribadisce che se il Movimento 5 Stelle vuole formare un governo con la Lega deve coinvolgere anche i suoi alleati, Forza Italia e Fratelli d'Italia. Queste parole sono un chiarimento a dispetto dei reciproci veti tra pentastellati e forzisti. Lo stallo di governo però si protrae in attesa delle elezioni regionali in Molise e Friuli-Venezia-Giulia.

#### Elezioni regionali in Molise, Friuli-Venezia Giulia e Valle d'Aosta
Le elezioni in programma nell'aprile 2018 in Molise (22 aprile) e in Friuli-Venezia Giulia (29 aprile) sono molto attese a livello nazionale, visto che si svolgono un mese dopo le politiche e, secondo giornalisti e alcuni politici, potrebbero andare a risolvere la situazione di stallo istituzionale; tra questi, proprio Salvini dichiara che "se vince il centrodestra in Molise e Friuli, faccio un governo entro quindici giorni". Le elezioni regionali in Molise vedono il M5S partire con i gradi di favorito con il candidato Andrea Greco, ma il centro-destra ribalta le attese vincendo con il candidato forzista Donato Toma, con la Lega seconda forza della coalizione vincente (dietro a FI) con l'8%, record leghista in Molise. Le elezioni del Friuli-Venezia Giulia portano un risultato ancora più eclatante: il candidato del centro-destra, il leghista Massimiliano Fedriga, dato già alla vigilia come gran favorito, vince con il 57% e la Lega prende il 35% battendo di gran lunga gli alleati, ma anche tutti gli altri partiti, risultando prima forza politica in regione. La Lega così ottiene un altro presidente, il terzo, dopo il lombardo Fontana e il veneto Zaia.
Il 20 maggio 2018 alle regionali in Valle d'Aosta, la Lega arriva al secondo posto, dietro l'Union Valdôtaine, con più del 17%, che le fa guadagnare 7 consiglieri (dopo le elezioni del 2013 non ne aveva neanche uno).
Alle comunali del 2018, la Lega vince con il centrodestra a Vicenza, Treviso, Sondrio, Massa, Siena, Pisa, Terni, Viterbo e Catania, ottenendo percentuali oltre il 20% al centro-nord.

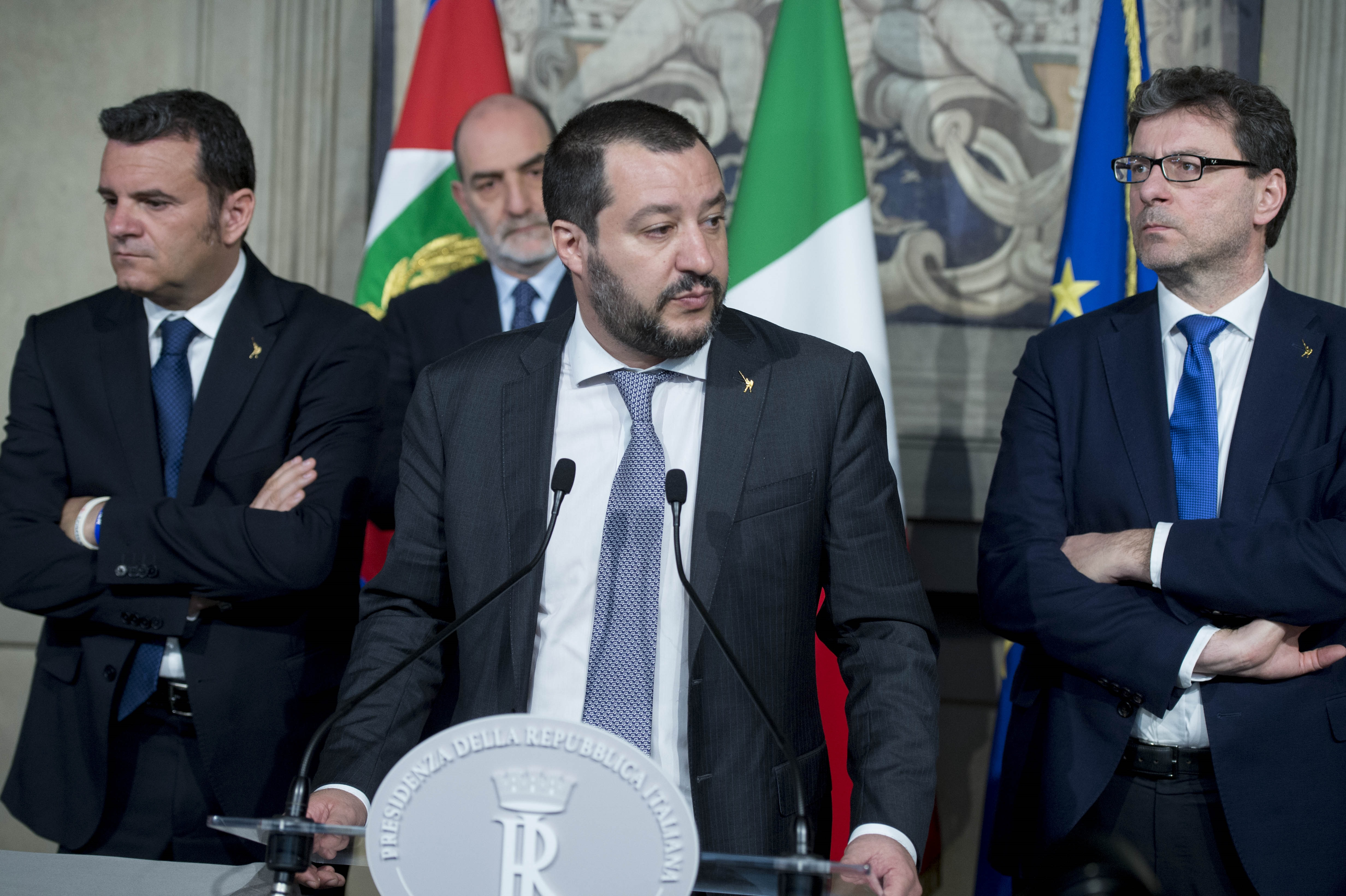
Salvini con i capigruppo Centinaio e Giorgetti nel 2018 dopo un colloquio al Quirinale

#### L'ingresso nel governo Conte
Il 1º giugno 2018 nasce il governo Conte presieduto dal professor Giuseppe Conte. È un governo di coalizione, nato da un accordo della Lega - Salvini Premier con il Movimento 5 Stelle. I due movimenti hanno sottoscritto un accordo di governo, chiamato "Contratto per il Governo del Cambiamento".
Nel governo entra lo stesso Salvini, come vicepresidente e ministro dell'Interno. La Lega viene rappresentata da 6 ministri, 3 vice ministri e 15 sottosegretari.

#### Elezioni regionali in Abruzzo e in Sardegna
Le elezioni regionali in Abruzzo (10 febbraio 2019) e in Sardegna (24 febbraio) sono anch'esse molto attese a livello nazionale. In Abruzzo il centro-destra candida il senatore di Fratelli d'Italia Marco Marsilio, vincendo le elezioni con il 48,03% dei voti, mentre la Lega diventa il primo partito della Regione con il 27,53% dei consensi e 10 consiglieri regionali (ed ottiene 4 assessori nella nuova giunta regionale).
In Sardegna il candidato Presidente Christian Solinas, segretario del Partito Sardo d'Azione e senatore della Lega, vince le elezioni con un distacco di quasi 15 punti dall'avversario. La Lega, alleata in questa regione con il Partito autonomista di cui Solinas è segretario, ottiene l'11,35% dei voti e 8 consiglieri.

#### Elezioni europee del 2019
In vista delle elezioni europee del 2019 la Lega - Salvini Premier promuove, con altri soggetti politici, la costituzione di un vasto schieramento sovranista e di destra, Identità e Democrazia. Con oltre 9 milioni di voti e il 34,26% dei suffragi, la Lega conquista nel voto europeo del 26 maggio il suo miglior risultato elettorale e, per la prima volta nella storia, risulta il partito più votato in un'elezione nazionale. La Lega ha potuto eleggere all'Europarlamento una pattuglia di 28 eurodeputati, seconda solo a quella del partito tedesco della CDU, che ne ha eletti 29. Nel febbraio 2020, dopo la formalizzazione dell'uscita del Regno Unito dall'UE, a causa del meccanismo di riassegnazione di una parte dei seggi britannici a Strasburgo il ripescaggio del leghista Vincenzo Sofo consente alla Lega di appaiare a quota 29 eurodeputati il partito di Angela Merkel.

### L'uscita dal governo Conte I
Forte del risultato elettorale, l'8 agosto 2019 la Lega esce dalla maggioranza e chiede il ritorno alle urne per incassare il grande risultato elettorale anche a livello nazionale. L'indomani presenta al Senato una mozione di sfiducia nei confronti del governo.
Il 20 agosto dopo un lungo scontro al Senato tra leghisti da una parte, Conte e M5S dall'altra, Salvini ritira la sua sfiducia al governo, ma allora è Conte, che vedendo nei leghisti mancanza di coraggio nell'esprimere il gesto della sfiducia, rassegna le dimissioni. Nei giorni successivi, Salvini si rende disponibile a formare un nuovo governo con il M5S, proponendo Luigi Di Maio come presidente del Consiglio: quest'ultimo rifiuta ogni ipotesi di accordo col partito che aveva ormai aperto la crisi.

### Opposizione al governo Conte II
L'esperienza di governo termina il 5 settembre 2019, per un totale di 461 giorni, ovvero 1 anno, 3 mesi e 4 giorni, con la fiducia al governo Conte II con il voto contrario della Lega. Dunque, il partito torna all'opposizione rispetto al Governo sostenuto da Partito Democratico, Movimento 5 Stelle e Liberi e Uguali.

### Il congresso federale del 2019
Nel congresso federale della Lega Nord tenutosi il 21 dicembre 2019, furono apportate alcune importanti modifiche allo statuto del partito, tra cui la riduzione dei poteri del Presidente federale, l'allungamento della scadenza del mandato del segretario e del consiglio federale da tre a cinque anni, l'introduzione del "doppio tesseramento" e la possibilità che il consiglio federale conceda l'utilizzo del simbolo ad altri movimenti politici, "le cui affinità con gli obiettivi di Lega Nord sono rimesse alla valutazione del massimo organo esecutivo del partito".
Con la chiusura della campagna per il tesseramento nell'agosto 2020 della Lega per Salvini Premier, tale partito, fino ad allora attivo solo nell'Italia centro-meridionale, diventò attivo in tutto il territorio nazionale. La Lega Nord, non potendo essere sciolta poiché gravata da un debito di 49 milioni di euro con lo Stato italiano, è stata invece formalmente tenuta in vita mentre le sue tessere sono state donate agli ex militanti, con la restituzione dei 50 euro versati a chi invece le aveva già pagate.

## Ideologia e posizioni
La Lega Nord si qualifica innanzitutto come un partito dichiaratamente indipendentista al motto di "Roma Ladrona" (fino al 2016), federalista, regionalista nazionalista, sovranista o cattosovranista (dal 2017), che tutela gli interessi dell'Italia settentrionale, ribattezzata significativamente Padania.
Tale posizione, che ha portato alla nascita dell'espressione "questione settentrionale", contrapposta alla storica "questione meridionale", è oscillata nel tempo tra semplici richieste di una maggiore autonomia (proponendo per esempio il federalismo, politico e/o fiscale, e la devoluzione alle regioni di alcune funzioni esercitate dallo Stato) e proposte di secessione dallo Stato italiano. A tal proposito, il 15 settembre 1996, Bossi arrivò a proclamare l'indipendenza della "Repubblica Federale della Padania"; lo statuto della Lega Nord, all'articolo 1, riporta come obiettivi del partito "il conseguimento dell'indipendenza della Padania attraverso metodi democratici e il suo riconoscimento internazionale quale Repubblica Federale indipendente e sovrana".
La Lega Nord viene inoltre comunemente classificata all'interno della famiglia del populismo di destra, con cui condivide un'impostazione economica considerata, con la segreteria Salvini, protezionista, statalista e keynesiana (anche se, in passato, il partito era di stampo liberista e anti-statalista), il rifiuto dell'uguaglianza sociale e dell'egualitarismo, il forte contrasto all'immigrazione e alla società multiculturale (motivo per cui è stata anche accusata di xenofobia e razzismo), il richiamo a sentimenti popolari in contrasto con le istituzioni centrali italiane (a cui gli esponenti leghisti solevano riferirsi con l'epiteto di "Roma ladrona"), un marcato euroscetticismo e a tratti anche un celato antieuropeismo.
L'euroscetticismo è infatti un tratto caratteristico della Lega Nord, che è contraria all'allargamento della giurisdizione dell'Unione europea (definita «superstato giacobino») negli affari nazionali, mentre sostiene invece una "Europa dei popoli e delle regioni"; nel 2005 la Lega Nord votò contro la ratifica della Costituzione europea. Riguardo all'euro, nel 1996 Umberto Bossi dichiarò che "l'Europa ci imbroglia, e la moneta unica sarà una scelta politica; tuttavia nel 1992 la Lega Nord aveva votato a favore del Trattato di Maastricht e successivamente anche del Trattato di Lisbona.
A livello italiano la Lega Nord ha partecipato a coalizioni di centrodestra nel 1994, formando con Forza Italia il Polo delle Libertà (esperienza che durò però solo qualche mese), e poi ininterrottamente dal 2000 al 2011, prima nella coalizione Casa delle Libertà e poi alleata al Popolo della Libertà. Al Parlamento europeo, dopo vari anni passati tra i Non iscritti, la Lega Nord ha contribuito a formare, insieme ad altri partiti della destra europea, gruppi parlamentari a orientamento euroscettico e nazionalconservatore, come Indipendenza e Democrazia (2004-2007), Unione per l'Europa delle Nazioni (2007-2009), Europa della Libertà e della Democrazia (2009-2014).

### Dall'indipendentismo al nazionalismo
A partire dal 2014, il neo-segretario Salvini ha impresso alla Lega Nord uno spostamento a destra, operando una trasformazione interna in grado di intercettare il malcontento provocato dalla Grande recessione (da alcuni vista come trasformismo politico a causa di alcune dichiarazioni di posizione diametralmente opposte alle precedenti), collaborando con Fratelli d'Italia e CasaPound sul piano italiano. In seguito i rapporti con CasaPound si interromperanno per divergenze politiche: il segretario continuerà a fare accordi elettorali con Forza Italia scegliendo di mantenere intatta la coalizione moderata di centrodestra, rifiutando in questo modo il progetto politico proposto da Simone Di Stefano di creare un nuovo polo identitario sovranista.
A livello europeo, l'alleanza è con il Fronte Nazionale di Marine Le Pen. Nei confronti della Spagna, la vicinanza ideologica e politica con l'indipendentismo catalano viene abbandonata a partire dal 2019 a favore un'alleanza con gli ultranazionalisti di Vox (osteggiatore dell'indipendentismo catalano).
Nei confronti dell'Unione Europea e dell'euro, la posizione ostile e contraria alla moneta unica e favorevole all'uscita dall'Euro per tornare alla sovranità monetaria italiana in nome dell'indipendenza dei popoli europei e il diritto di scegliere chi li governi viene abbandonata a partire dal Governo Conte del 2018, di cui la Lega Nord formava la coalizione di governo con il Movimento 5 Stelle, l'uscita dall'Euro non è stata più in discussione.
Nonostante lo spostamento a destra, il segretario Salvini non ha mai rinnegato l'obiettivo principale del partito, ovvero la proclamazione dell'indipendenza della Padania, proprio come cita l'articolo 1 dello statuto della Lega Nord. In più occasioni il segretario leghista ha anche espresso il suo parere favorevole all'indipendenza del Veneto e della Lombardia, regioni amministrate dal suo partito. A partire dal 2014, la Lega Nord si presenta al Sud con Noi con Salvini. Solo nel 2017 Salvini, al Congresso tenutosi a Parma, ha definito espressamente l'attuale linea della segreteria della Lega Nord come federalista e nazionalista, senza più il programma indipendentista e secessionista, sostituendo lo slogan "prima il Nord", con "prima gli Italiani". Nelle elezioni politiche del 2018 la Lega Nord si presenta senza la parola "Nord" nel simbolo.

### Politiche sociali e diritti civili
Sul fronte del sociale, la Lega è contraria alle unioni civili, al matrimonio omosessuale, all'adozione da parte di coppie gay e alla proposta di legge ddl zan. Inoltre nel 2016, la Lega propose (insieme a Fratelli d'Italia e Forza Italia) un referendum abrogativo per abolire la legge sulle unioni civili tra persone dello stesso sesso.
È fortemente contraria anche alla legalizzazione delle droghe leggere (tra cui la cannabis light), all’eutanasia e in forte opposizione allo ius soli e allo ius culturae.
È contraria alla legge Mancino (legge che contrasta razzismo e nazifascismo) e al reato di tortura dell'ordinamento giuridico italiano, proponendone l’abolizione.

### Altre opinioni
Non sono mancate peraltro, in passato, posizioni di chi sostiene una collocazione economica di sinistra della Lega Nord, citando il suo radicamento presso settori operai, talvolta anche afferenti alla CGIL. Celebre in tal senso la frase di Massimo D'Alema, allora segretario del Partito Democratico della Sinistra, che nel 1995 dichiarò che "la Lega c'entra moltissimo con la sinistra, non è una bestemmia. (...) È una nostra costola."

### Relazioni con la Chiesa cattolica
Le relazioni tra la Lega Nord e la Chiesa cattolica hanno attraversato diverse fasi, passando più volte da buone a pessime.
La Chiesa di Roma è stata talvolta attaccata come esempio di centralismo o per le sue posizioni in difesa dell'immigrazione. In altri momenti, la Chiesa è stata difesa dalla Lega Nord, che si è schierata dalla stessa parte per quanto riguarda bioetica, diritto di famiglia e la proposta di inserimento delle radici giudeo-cristiane nella Costituzione Europea.
Il 17 dicembre 1990 la Conferenza Episcopale Italiana diretta dal cardinale Ugo Poletti e dal vescovo Camillo Ruini con il documento Evangelizzazione e testimonianza della carità condannava le «chiusure particolaristiche» e quindi per molti si trattava di una sconfessione dell'allora emergente Lega Nord.
Più esplicitamente nel novembre 1992 il cardinale Giovanni Saldarini, arcivescovo di Torino e vicepresidente della CEI, e i presuli Attilio Nicora, vescovo di Verona, e Bruno Foresti, vescovo di Brescia, scrivevano sul settimanale Famiglia Cristiana perché votare Lega Nord fosse anticristiano e perché dunque «allo stato attuale "nessuna benedizione" può venire dai vescovi, perché corrisponderebbe ad una legittimazione del particolarismo». Seguiranno altri attacchi dalle colonne de L'Osservatore Romano e de La Civiltà Cattolica, con quest'ultima che definirà la Lega Nord un partito «assai pericoloso e distruttivo».
Altro momento basso nei rapporti Lega Nord-Chiesa si è avuto nel 1997, quando Umberto Bossi dichiarava:
 e ancora «Il Sud è quello che è grazie all'Atea Romana Chiesa, con i suoi vescovoni falsoni che girano con la croce d'oro nei paesi dove si muore di fame: il principale potere antagonista dei padani» [...] «I preti pensino all'anima, lascino stare la politica».
Alla fine degli anni novanta, la Lega Nord sembrava rigettare il Cristianesimo a favore di pratiche paganeggianti. Nel dicembre 1996 Bossi raccoglieva le ampolle di acqua del "dio Po", e nel 1998, Roberto Calderoli si sposava con "rito celtico".
Negli anni 2000 la Lega Nord si riavvicina alla Chiesa, in funzione anti-islamica, trovandosi vicina alle posizioni del vescovo di Como Alessandro Maggiolini, e dell'arcivescovo di Bologna Giacomo Biffi. Allo stesso periodo risale la frequentazione dei lefebvriani da parte dei leghisti.
Una forte campagna viene invece condotta da Radio Padania Libera contro il nuovo arcivescovo di Milano, Dionigi Tettamanzi, considerato un buonista amico dei comunisti e degli immigrati musulmani.
Infine, la Lega Nord ha dimostrato negli anni una forte consonanza con la CEI sui temi di bioetica e diritti civili: aborto, eutanasia, matrimoni gay e inseminazione artificiale.
A livello europeo, nel 2005-2006 ha tenuto banco la controversia sull'introduzione del riferimento alle "radici giudaico-cristiane dell'Europa", fortemente voluto da papa Giovanni Paolo II. La Lega Nord ha sostenuto, così come tutto il centrodestra, tale battaglia.
Un forte momento di scontro tra Lega Nord e Chiesa italiana si è avuto poi nell'agosto 2009 sulla rinnovata questione dell'accoglienza degli immigrati clandestini, dal 2009 perseguiti penalmente. In seguito a ciò, Bossi ha dichiarato "Andrò con Roberto Calderoli in Vaticano per avere un chiarimento con la Chiesa per ricordare che le nostre radici sono cristiane. La matrice della Lega è cristiana e cattolica e siamo gli unici che veramente hanno radici cristiane" e, di ritorno dall'incontro, "Ho capito che il Vaticano non ce l'ha con noi". Nella stessa occasione, Roberto Cota ha derubricato le polemiche come "episodi isolati", dichiarando che la linea politica della Lega Nord sull'immigrazione sarebbe perfettamente in linea con i valori cristiani.
Un altro episodio di divergenza tra Lega Nord e vertici ecclesiastici ha avuto luogo tra il 6 e l'8 dicembre 2009, quando su La Padania appare un attacco contro l'arcivescovo di Milano (paragonato a un imam), Dionigi Tettamanzi, a causa, tra l'altro, della sua presa di posizione contro lo sgombero di 250 gitani da un campo abusivo presso il capoluogo lombardo. Altri attacchi sono giunti poco dopo dal ministro Roberto Calderoli e dal viceministro Castelli. Tali affermazioni hanno suscitato polemiche da parte delle altre forze politiche, compresi esponenti dell'area cattolica del Popolo della Libertà. Bossi ha tuttavia minimizzato, e altri esponenti della Lega Nord, tra cui l'europarlamentare Salvini, hanno chiesto di incontrare il cardinale per un chiarimento, pur senza smentire quanto scritto dal quotidiano leghista.
Per Ilvo Diamanti tali episodi mostrano che in Italia «la religione viene usata come strumento di consenso partigiano ed elettorale».

#### Vicinanza ai lefebvriani
Per anni alla Lega Nord è stata considerata vicina alla Fraternità sacerdotale San Pio X (i cui associati sono noti come lefebvriani), con la quale condivide il cattolicesimo della tradizione, usato «all'occorrenza, come elemento di identità padana».
Alla notizia che il 21 gennaio 2009 il Papa ha rimosso la scomunica ai lefebvriani, il capogruppo della Lega Nord al Senato, Federico Bricolo, ha espresso gioia, osservando che «si chiude oggi un doloroso periodo che aveva visto i difensori della tradizione cattolica e del magistero costante e continuo della Chiesa allontanati, esiliati dalla Chiesa romana».
Il rapporto con l'associazione tradizionalista si rompe quando il 29 gennaio 2009 don Florian Abrahamowicz della Fraternità Sacerdotale San Pio X, già celebrante ufficiale e di messe dell'associazione Padania Cristiana di Mario Borghezio, dichiara «che le camere a gas sono esistite almeno per disinfettare, ma non so dirle se abbiano fatto morti oppure no». Queste parole porteranno all'espulsione del prete dalla Fraternità Sacerdotale San Pio X e all'immediata presa di distanza dei massimi esponenti leghisti da Abrahamowicz e dalla Fraternità San Pio X.

## Critiche e controversie

### Accuse di xenofobia
La Commissione europea contro il razzismo e l'intolleranza (ECRI), organo di esperti indipendenti del Consiglio d'Europa, in due rapporti consecutivi sulla situazione italiana, nel 2002 e nel 2006, ha denunciato come «gli esponenti della Lega Nord hanno fatto un uso particolarmente intenso della propaganda razzista e xenofoba, quantunque si debba notare che anche dei membri di altri partiti hanno usato un linguaggio politico xenofobo o in altra maniera intollerante». Quattro anni dopo l'ECRI ha notato «con rammarico che, da allora, alcuni membri della Lega Nord hanno intensificato l'uso di discorsi razzisti e xenofobi in ambito politico. Pur rilevando che si sono espressi in tal senso soprattutto dei rappresentanti eletti locali di questo partito, anche certi importanti politici a livello nazionale hanno rilasciato dichiarazioni razziste e xenofobe. Tali discorsi hanno continuato a prendere di mira essenzialmente gli immigrati extracomunitari, ma anche altri membri di gruppi minoritari, ad esempio i Rom e i Sinti». Di seguito si ricorda «che nel dicembre del 2004, Il tribunale di prima istanza di Verona ha giudicato colpevoli di incitamento all'odio razziale sei esponenti locali della Lega Nord, in relazione a una campagna organizzata per cacciare un gruppo di Sinti da un campo temporaneo sul territorio locale. Le sei persone furono condannate a sei mesi di prigione, e al pagamento di 45.000 euro per danni morali, con divieto di partecipare a qualsiasi attività di propaganda elettorale per tre anni e di presentarsi alle elezioni nazionali e locali».
Al momento della pubblicazione del rapporto del 2002, Bossi aveva difeso sé e la Lega Nord affermando che «La Lega non è razzista e non è xenofoba. Noi siamo democratici. […] Io sono tranquillo, queste accuse le respingo al mittente. Razzista e xenofoba è la sinistra. Noi siamo in regola, non siamo Le Pen. […] Noi siamo il contrario di Le Pen e chi ci accosta è un farabutto. Altro che razzisti e xenofobi».
Il 9 gennaio 2015 il segretario della Lega Nord Matteo Salvini durante un presidio contro la costruzione di una moschea a Milano ha dichiarato «L'islam è pericoloso, non è una religione come le altre e non va trattato come le altre religioni. Nel nome dell'Islam ci sono milioni di persone in giro per il mondo, e anche sui pianerottoli di casa nostra, pronti a sgozzare e uccidere».
Il 2 ottobre 2020 il Partito Sardo d'Azione, guidato da Christian Solinas, a causa della sua alleanza con la Lega viene espulso dall'Alleanza Libera Europea, partito politico europeo che vieta ai suoi membri la collaborazione con partiti ritenuti xenofobi.
Inoltre, nel giugno del 2020, nel Parlamento europeo, la Lega ha votato contro la risoluzione che condannava ogni forma di razzismo, odio e violenza.

### Accuse di omofobia
La Lega si è sempre schierata contro unioni civili, matrimoni e adozioni gay ed è stata per questi ed altri motivi accusata di omofobia e transfobia.
Nel settembre 2000, durante un comizio a Venezia, il fondatore della Lega Umberto Bossi affermò: "I poteri occulti hanno tentato di far passare in Europa, con l'appoggio dei comunisti e delle lobby gay, l'affidamento dei bambini in adozione alle coppie omosessuali. Non abbiamo niente contro gli omosessuali, ma lanciamo un monito alla nuova famiglia Addams. Guai, Europa! Giù le mani dai bambini, sporcaccioni!". Successivamente Bossi tornò sull'argomento: "I poteri forti sostengono la famiglia omosessuale. Non possono fare figli, e quindi si scardinano i valori. E la sinistra, i nazisti rossi, non amano la famiglia tradizionale. Alleati con i banchieri e i poteri forti, sognano l'utopia". Nei mesi successivi, la Lega Nord raccolse le firme contro il progetto europeo che voleva riconoscere le adozioni per i gay.
Nel 2006, Roberto Calderoli affermò: «La civiltà gay ha trasformato la Padania in un ricettacolo di culattoni. Qua rischiamo di diventare un popolo di ricchioni». e «Questi culattoni hanno nauseato. Pacs e porcherie varie hanno come base l'arido sesso e queste assurde pretese di privilegi da parte dei culattoni, sono fuori luogo e nauseanti.»
Nel 2007, Giancarlo Gentilini dichiarò: «Darò immediatamente disposizioni alla mia comandante (dei vigili urbani) affinché faccia pulizia etnica dei culattoni, i culattoni devono andare in altri capoluoghi di regione che sono disposti ad accoglierli. Qui a Treviso non c'è nessuna possibilità per culattoni o simili».
Sergio Divina ha dichiarato che «Un figlio gay è una disgrazia». Poi ha aggiunto: «Un figlio te lo tieni in quel modo, anche se fosse un delinquente, ti tieni anche un figlio deficiente e cretino».
Santino Bozza ha dichiarato «I gay? So purtroppo che esistono, loro sono malati, diversi, sbullonati. Se li vedo baciarsi, sputo a terra per lo schifo. […] Non devono farsi vedere in giro».
Gianluca Buonanno ha più volte espresso posizioni considerate omofobe. Nel 2011, nel pieno della discussione della legge contro l'omofobia, dichiara: «Si fa sempre finta di nulla, le vittime sono sempre gli omosessuali. Invece no, esistono delle situazioni imperdonabili anche in altri ambiti, si pensi alle denunce nel mondo della Chiesa. Ai gay sembra sempre tutto dovuto, invece ognuno deve stare al proprio posto, tutti hanno i diritti però loro su ogni cosa si sentono discriminati. Quando succede che un omosessuale viene malmenato viene fuori un grande clamore, ma nessuno dice niente quando chi è malmenato non è gay». «Al Gay Pride si vedono delle scene che fanno schifo, scene orripilanti. Il Pride fa schifo. Un bambino se lo vede si chiede: cosa fanno quei pagliacci che sfilano lì? Si svolge in posti pubblici e un bambino potrebbe pensare che qualcosa non quadra se vede certe porcherie. La Idem e la Boldrini non dovrebbero rappresentare le istituzioni a una carnevalata con gay e lesbiche che fanno vedere di tutto, fanno vedere il culo, si baciano in strada, fanno strani versi e hanno i seni rifatti. Se un gay si avvicina e ci prova se viene a rompermi le palle gli do un calcio nei coglioni».
Nel settembre 2013, Flavio Tosi, su Radio 24, ha affermato: «Pensare che i gay siano malati è un'opinione legittima, non è reato. Fino a qualche anno fa l'Oms, l'Organizzazione mondiale della Sanità, metteva l'omosessualità nella categoria delle malattie, voi pensate che all'Oms fossero tutti omofobi? Bisogna avere rispetto di tutte le opinioni. Non sono d'accordo, ma non posso aver il diritto di impedire che uno dica che l'omosessualità è una malattia». «Il Gay Pride? Chi lo organizza sbaglia perché è una carnevalata. E fare una carnevalata non aiuta».
Il 15 novembre 2013, Matteo Salvini si è dichiarato contrario alle adozioni gay, quando, commentando la decisione del tribunale di Bologna di affidare una bimba a una coppia gay, ha affermato che «È assurdo affidare una bimba a due gay. Pare davvero ci sia qualcuno che vuole un mondo alla rovescia». Successivamente ha aggiunto: «Il matrimonio è fra un uomo e una donna e i figli nascono da un uomo e da una donna. Senza la famiglia fondata su una mamma e su un papà la società finisce».
Nel 2016 ha votato contro il disegno di legge presentato dalla senatrice Monica Cirinnà del Partito Democratico, che ha introdotto in Italia le Unioni Civili tra persone dello stesso sesso.
Nel marzo del 2021, nel Parlamento europeo, la Lega ha votato contro la risoluzione che dichiarava l’Unione europea una “zona di libertà per le persone LGBTI+”.
Nonostante tutto questo, all'interno della Lega Nord ci sono opinioni divergenti tra i membri sui temi riguardanti l'omosessualità e i diritti relativi. Nel 2012 uno degli esponenti apparentemente più a destra del partito, Mario Borghezio, dichiarò: "Si ai gay nella Lega, non bisogna avere paura dei gay". Nel 2013 il consigliere comunale di Brescia Nicola Gallizioli dichiarò: "La Lega non è omofoba". Nel 2014 la Lega Nord, presso il consiglio regionale della Lombardia, ha votato a favore del patrocinio al Gay Pride di Milano. Molti sono stati i sindaci leghisti, dopo l'approvazione delle unioni civili, che hanno sposato coppie omosessuali nonostante la contrarietà del segretario Matteo Salvini, anche la candidata a sindaco di Bologna, Lucia Borgonzoni, dichiarò durante la commemorazione delle vittime della strage di Orlando, che non avrebbe avuto nessun problema a sposare in comune coppie omosessuali.

## Vertenze giudiziarie

### Il processo ENIMONT
Nel novembre del 1993 la Lega Nord entra per la prima volta nelle indagini di Mani Pulite, che da quasi due anni stavano scuotendo la politica italiana incassando anche il plauso leghista. Il 24 novembre nel processo Enimont, il processo più celebre di Tangentopoli, Carlo Sama, amministratore Montedison e cognato di Raul Gardini, afferma di «non escludere che la Lega Nord abbia percepito soldi in campagna elettorale nel '92». Il 4 dicembre L'Espresso rivela che la Montedison avrebbe deciso di versare 200 milioni di lire ad Alessandro Patelli, segretario organizzativo, e, fino al 12 agosto 1992, tesoriere della Lega Nord. Tre giorni dopo Patelli è posto agli arresti perché chiamato in causa dal responsabile delle relazioni istituzionali dei Ferruzzi, Marcello Portesi, il quale conferma di aver dato 200 milioni al bar Doney di via Veneto a Roma a Patelli per conto di Sergio Cusani «in prossimità delle elezioni politiche del 1992». Bossi e la Lega Nord difendono Patelli: «abbiamo sempre confidato nella magistratura che deve punire i colpevoli e assolvere gli innocenti. Non cambiamo idea e quindi esigiamo che la magistratura agisca in tempi brevi e che, di conseguenza, rilasci chi è innocente come Patelli». Ma il giorno dopo Patelli ammette tutto e dunque posto agli arresti domiciliari. Il 20 dicembre Antonio Di Pietro interroga Umberto Bossi dopo che il giorno prima l'ex leghista Pier Gianni Prosperini aveva sostenuto che «c'erano ben poche possibilità che il cassiere agisse senza l'input del segretario. Anche perché altrimenti nessuno gli avrebbe dato una lira». Bossi raccoglie allora i 200 milioni al II Congresso della Lega Lombarda e consegna l'assegno alla procura, la quale rifiuta e interroga Bossi (che nega tutto, tranne gli incontri con Sama). Bossi è così ufficialmente indagato per concorso in violazione della legge sul finanziamento dei partiti in concorso con Patelli.
Il 5 gennaio 1994 Bossi è interrogato in aula al processo Cusani in diretta TV per quasi un'ora. Per questa vicenda, la giustizia italiana riconoscerà Bossi e Patelli sempre colpevoli e li condannerà a 8 mesi di reclusione ciascuno, ma nessuno vedrà mai il carcere grazie alla sospensione automatica della pena in virtù della Legge 27 maggio 1998, n. 165 detta legge Simeone-Saraceni, approvata poco tempo prima della sentenza di Cassazione.

### La Guardia Nazionale Padana
La Guardia Nazionale Padana (GNP), conosciuta popolarmente anche con il soprannome di “camicie verdi”, era una associazione e formazione di ronda, vicina alla Lega Nord, ispirata agli ideali dell'indipendentismo padano e attiva tra gli anni '90 e gli anni 2000. Nate durante la metà degli anni novanta, le cosiddette "camicie verdi" si evolsero successivamente nella Guardia Nazionale Padana, Il primo raduno della GNP avvenne il 18 maggio del 1997. Il 17 dicembre 1998, il presidente dell'associazione Alfredo Pollini venne eletto membro del governo della Padania.
Nel 1998 il pm di Verona Guido Papalia ha chiesto il rinvio a giudizio per Umberto Bossi ed altri 41 dirigenti della Lega Nord ipotizzando i reati di attentato contro l'integrità dello Stato, attentato contro la Costituzione, associazione di carattere militare con scopo politico, associazione antinazionale. Il pm accusa la Lega Nord di aver tentato di «disciogliere l'unità dello Stato italiano mediante disgregazione del suo territorio per creare una nuova entità statuale chiamata Padania». I fatti contestati risalgono al maggio del 1996, quando a villa Riva Berni di Bagnolo San Vito Umberto Bossi varò il Parlamento della Padania e rivendicando «il diritto all'esercizio della resistenza e della secessione», sul quale avrebbero dovuto vegliare due gruppi: le "camicie verdi" e la Guardia Nazionale Padana. Tuttavia nel frattempo è stato approvato un provvedimento che cancella il reato se non accompagnato da violenze.
Solo nel 2010 vi sarà il rinvio a giudizio per gli esponenti del Carroccio per i fatti del 1996. Però solo 36 leghisti sono stati rinviati, poiché il GUP ha preso atto della mancata autorizzazione nei confronti di dieci parlamentari, tra cui Bossi, Maroni e Calderoli. Il 27 dicembre 2014 il tribunale di Bergamo, accolta l'eccezione territoriale da parte del tribunale di Verona in quanto l'atto costitutivo venne fatto sul pratone di Pontida, rinvia a giudizio tutti i componenti (scesi a 34 in quanto Formentini godè dell'immunità europarlamentare mentre Alfredo Pollini è deceduto). Nel settembre 2016 la Cassazione conferma l'assoluzione per tutti i coinvolti nel processo chiudendo un'odissea giudiziaria durata 20 anni. Dopo la sentenza del 2016 ha definitivamente iniziato a sopprimere della struttura paramilitare.

### Le presunte tangenti al partito
Il 6 marzo 2012 il presidente del Consiglio regionale della Lombardia, Davide Boni, della Lega Nord, è iscritto nel registro degli indagati dalla procura della Repubblica di Milano con l'accusa di corruzione. La somma delle tangenti il cui valore ammonterebbe a oltre un milione di euro sarebbe stata utilizzata per "esigenze del partito". Il 20 febbraio 2014 viene chiesta l'archiviazione del caso corruzione per infondatezza della notizia di reato, in quanto «gli accertamenti disposti hanno fornito riscontri, nella maggior parte dei casi, inconciliabili con i fatti esposti».
Il 23 aprile 2012 i magistrati di Napoli si sono recati in Svizzera per sequestrare documenti contabili di una fiduciaria elvetica che, a detta di questi, dimostrerebbero il pagamento di tangenti del valore di dieci milioni di euro alla Lega Nord da parte di Finmeccanica. La questione è legata alla sigla dell'accordo per la vendita di 12 elicotteri di Agusta Westland al governo indiano. La dirigenza della Lega Nord ha respinto con decisione il coinvolgimento del partito in tale vicenda. La Procura di Napoli, a distanza di alcuni mesi, ha inoltre smentito le voci secondo cui l'ex ministro Maroni sarebbe stato indagato, in quanto non ve n'è motivo. Il 18 luglio 2014 il pm Eugenio Fusco chiede l'archiviazione del reato in quanto, secondo l'esito delle indagini, non è stata raggiunta «la prova del reato di illecito finanziamento alla Lega». A tal proposito il presidente lombardo Maroni, durante il congresso federale di Padova, ha detto:

### Scandalo dei rimborsi regionali in Lombardia
Il 14 dicembre 2012 viene resa nota l'indagine della procura di Milano sull'utilizzo illecito dei rimborsi ai gruppi consiliari da parte dei gruppi politici del consiglio regionale lombardo. Tra i 40 indagati vi sono anche i capigruppo di Pdl e Lega Nord, Paolo Valentini e Stefano Galli, e Renzo Bossi con l'accusa di peculato.

### Scandalo dei rimborsi regionali in Piemonte
Il 28 novembre 2013 viene resa nota un'indagine che coinvolge una regione a guida Lega Nord, ossia la regione Piemonte. L'indagine è quella relativa ai rimborsi delle spese sostenute dall'allora presidente della regione Piemonte Roberto Cota (decaduto dall'incarico di Presidente della Regione Piemonte a seguito di annullamento delle elezioni del 2010). A detta della guardia di finanza il danaro speso dal presidente non avrebbe nulla a che vedere con l'attività istituzionale, e dunque il danaro pubblico sarebbe stato utilizzato per fini personali La somma contestata è di circa venticinquemila euro.

### La truffa dei rimborsi elettorali
Il 24 settembre 2017 il tribunale di Genova dispone la confisca di 49 milioni di euro dai fondi della Lega Nord: ai vertici del partito (l'allora segretario Umberto Bossi e il tesoriere Francesco Belsito) viene contestato il reato di truffa ai danni dello Stato, in ragione dei rimborsi elettorali utilizzati sia per acquistare oro e diamanti in Tanzania, sia per destinarli in fondi d'investimento speculativi. Il 13 aprile 2018 la suprema Corte dà parere favorevole al ricorso presentato dalla procura di Genova che chiede di estendere il blocco dei fondi anche alle somme che arriveranno in futuro alla Lega Nord. Il 3 luglio 2018 la Corte suprema di cassazione estende la possibilità dell'Italia di rivalersi su ogni possibile conto o bene ricollegabile al partito per recuperare il danno erariale.
Il 6 settembre 2018 il tribunale di Genova conferma il ricorso rendendo esigibile dal partito i 49 milioni di euro sottratti al pubblico erario.
Il 6 agosto 2019 la Cassazione conferma la confisca di 49 milioni di euro.

### Indagine su presunti fondi russi alla Lega
A giugno del 2019, il sito statunitense Buzzfeed News ha pubblicato le intercettazioni ambientali di una riunione svoltasi all'hotel Metropol' di Mosca il 18 ottobre 2018 fra alcuni esponenti della politica e del mondo degli affari, italiano e locali, per un presunto accumulo di fondi russi destinati a favore della Lega Nord.
La Procura di Milano ha inserito nel registro degli indagati, fra gli altri: Gianluca Savoini (ex portavoce di Salvini), il consulente bancario Francesco Vannucci e l'avvocato internazionalista Gianluca Meranda.
Nell'aprile del 2023 l'indagine viene archiviata perché sebbene la trattativa fosse diretta «inequivocabilmente» verso l’obiettivo finale di finanziare illecitamente la Lega [..] non è stato possibile contestare nessun reato agli indagati.

## Correnti e gruppi interni
La Lega Nord dichiarava di voler tutti quei cittadini delle regioni settentrionali italiane i quali domandano l'autonomia e il federalismo, secondo un criterio di pragmatismo ideologico.
Le diverse sensibilità fra i vari esponenti del partito non sono infatti organizzate in correnti. Esistono diverse associazioni, che si definiscono partiti padani, ma non svolgono effettiva azione politica.

### Primi anni novanta
Secondo una ricostruzione del giornalista di Repubblica Guido Passalacqua, nel 1993 nella Lega Nord si potevano individuare tre aree:
- Sinistra: aveva per capo naturale Roberto Maroni e poteva contare sull'ex comunista Gipo Farassino, Riccardo Fragassi, Marcello Lazzati, Elisabetta Bertotti, Erminio Boso, Antonio Magri (segretario del SAL) e Rosi Mauro.
- Centro: oltre a Bossi, al centro della Lega Nord vi «si ritrovano tutti quelli che seguono il leader in ogni suo spostamento tattico e strategico, anche se non lo capiscono o condividono fino in fondo», vale a dire «tutto l'apparato del partito e tutti i segretari nazionali delle varie leghe». Al centro era ravvisabile anche il «partito degli amministratori», come il sindaco di Milano, Marco Formentini, e quello di Varese, Raimondo Fassa.
- Destra: divisa tra chi si richiamava al cattolicesimo integralista e chi rivendicava un'identità etnica, comprendeva Davide Boni, Giorgio Conca, Irene Pivetti, Mario Borghezio, Domenico Comino, Luigi Rossi. Su posizioni da «anarchico di destra» era invece Gianfranco Miglio.

### Gruppi nel Parlamento del Nord
Il 26 ottobre 1997 la Lega Nord organizzò in migliaia di gazebo allestiti nelle piazze le cosiddette «prime elezioni del Parlamento della Padania» (successivamente Parlamento del Nord). 6.026.000 persone si recarono ai seggi e scelsero tra diversi partiti padani:
- Comunisti Padani, tra i quali Matteo Salvini (5 seggi su 210);
- Democratici Europei Lavoro Padano, di posizioni socialdemocratiche, tra i quali Roberto Maroni, Marco Formentini, Giovanni Meo Zilio (ex socialista e partigiano durante la Resistenza), Franco Colleoni e Mariella Mazzetto (52 seggi);
- Leoni Padani, gruppo di leghisti veneti (14 seggi);
- Cattolici Padani, di posizioni cristiano-democratiche, tra i quali Giuseppe Leoni e Roberto Ronchi (20 seggi);
- Liberaldemocratici Forza Padania, di posizioni liberal-conservatrici, tra i quali Giancarlo Pagliarini, Vito Gnutti, Roberto Cota, Massimo Zanello e l'allora capogruppo in Regione Lombardia Corrado Della Torre, che propugnavano un'alleanza con il partito di Silvio Berlusconi (50 seggi);
- Padania Liberale e Libertaria, tra i quali Marco Pottino lanciò (12 seggi);
- Unione Padana Agricoltura, Ambiente, Caccia, Pesca, di posizioni conservatici-agrarie, tra i quali Erminio Boso (5 seggi);
- Destra Padana, di posizioni conservatrici nazionali, tra i quali Enzo Flego e Walter Gherardini (27 seggi);
- altri come Benedetto Della Vedova, politico radicale eletto a capo di una lista libertaria antiproibizionista e liberista.

### Anni 2000
- Sinistra. Questo gruppo era radicato in Lombardia e rappresentava l'originale gruppo fondatore, che aveva concepito la Lega Nord come una forza politica di sinistra (e, per certi aspetti, socialdemocratica)[385][386]. Principali esponenti erano Umberto Bossi stesso (ex membro del Partito Comunista Italiano; vi entrò per partecipare a manifestazioni contro la dittatura in Cile di Augusto Pinochet, l'organizzazione "Cile senza fucile"[387][388]), Roberto Maroni (ex-Demoproletario), Francesco Speroni, Gian Paolo Gobbo, Stefano Stefani, Rosi Mauro (segretaria del Sindacato Padano ed ex sindacalista della Uilm), Dario Galli, Matteo Salvini e Bruno Ravera. Quest'area era più attenta alla giustizia sociale e alla difesa di salari e pensioni, ed era anche sostenitrice della piccola e media impresa.
- Centristi e laici. Questo gruppo - difficilmente distinguibile dal precedente - risultava comunque formato da quanti propugnavano una linea politica maggiormente centrista. Era particolarmente forte in Veneto e alcuni esponenti di spicco erano Giancarlo Giorgetti, Manuela Dal Lago (ex-Liberale), Gianpaolo Dozzo, Paolo Franco, Luciano Dussin, Luciano Gasperini, Sergio Divina, Maurizio Balocchi, Angelo Alessandri e Gianluca Pini.
- Libertari e liberali. Rappresentavano l'area più liberale e riformista del Partito, inclusi alcuni libertari intransigenti. I maggiori esponenti erano Roberto Castelli, Roberto Cota, Marco Reguzzoni, Daniele Molgora (ex-Liberale), Fiorello Provera, Luca Zaia, Rossana Boldi e Mario Pittoni. Anche Gilberto Oneto e Marco Pottino appartenevano a questa tendenza, ma in seguito divorziarono dalla dirigenza di Bossi, pur continuando a supportare molte delle sue politiche. Giancarlo Pagliarini aderì La Destra nel 2008.
- Cristiano-democratici. Rappresentavano gli iscritti più vicini al cristianesimo democratico, alla dottrina sociale della Chiesa e all'economia sociale di mercato: per tali ragioni, potevano essere considerati un ponte tra l'area più a sinistra e l'area liberale. Suoi principali esponenti erano: Giuseppe Leoni (segretario dei Cattolici Padani), Andrea Gibelli, Carolina Lussana, Massimo Polledri (espulso nel 2015[389] e reintegrato da Bossi[390][391]), Flavio Rodeghiero e Francesca Martini (entrambi molto vicini a Maroni).
- Conservatori. Era l'area di destra del partito. Comprendeva Roberto Calderoli, Matteo Bragantini, Federico Bricolo e Flavio Tosi. Il gruppo era alquanto solido in Veneto e Piemonte, rispetto alla Lombardia. I suoi membri erano generalmente forti sostenitori dell'alleanza con Il Popolo della Libertà e Silvio Berlusconi nonché delle posizioni della Chiesa cattolica nelle tematiche etico-sociali. Inoltre erano filo-americani (alcuni di loro sostennero la guerra in Iraq del 2003).
- Nazionalisti. Era l'area ulteriormente a destra del partito. Ne facevano parte personaggi come Mario Borghezio (segretario di Padania Cristiana, ex-Monarchico ed ex-Jeune Europe[392][393]), Giancarlo Gentilini, Piergiorgio Stiffoni (ex-Missino) ed Erminio Boso. Essi avevano una posizione molto estrema riguardo alle questioni dell'immigrazione islamica e sostenevano le posizioni più conservatrici della Chiesa cattolica, oltre a distinguersi per il loro antiamericanismo.
- Indipendentisti. Trasversali rispetto alle altre correnti, proponevano fondamentalmente l'indipendenza della Padania. Ne erano esponenti Francesco Speroni, Giancarlo Pagliarini e Gilberto Oneto.

### Primi anni 2010:bossianiemaroniani
Nel 2011, le cronache giornalistiche riportano una divisione informale all'interno dei dirigenti del Carroccio tra i fedelissimi di Bossi e quelli di Maroni. All'inizio del 2012, la divisione fu resa esplicita in occasione del voto sull'arresto del deputato Nicola Cosentino. Mentre Maroni annunciava il voto favorevole della Lega Nord, Bossi spinse per il voto contrario. Contro Maroni fu emesso il divieto di parlare in pubblico, poi ritirato a fronte della rivolta della base. Erano ravvisabili le seguenti correnti:
- i bossiani, corrente composta da Umberto Bossi, Marco Reguzzoni, Rosi Mauro, Federico Bricolo, Monica Rizzi e i familiari più stretti di Bossi, come la moglie e il figlio Renzo[396];
  - i bossiani indipendenti, fedeli di Bossi ma non facenti parte del Cerchio, come Stefano Stefani, Roberto Castelli, Gianpaolo Dozzo e Giuseppe Leoni.
- i maroniani, capitanati da Roberto Maroni e con base soprattutto a Varese, formati da Matteo Salvini, Flavio Tosi, Gianluca Pini, Attilio Fontana;
- i calderoliani, presieduti da Roberto Calderoli, gruppo equidistante sia dai maroniani[397][398] che dai bossiani e su posizioni vicine al Popolo delle Libertà, con cui voleva rimanere alleato;
- i veneti, non organizzati in una vera e propria corrente, con uomo di riferimento nel presidente della Regione Veneto Luca Zaia, la cui forza si basava sulla radicale presenza sul territorio, dove spesso la Lega Nord è il primo partito. Tra questi anche la deputata cerchista Paola Goisis;
- i piemontesi, corrente capeggiata dall'ex presidente della Regione Piemonte Roberto Cota;

### Segreteria Salvini (2014 - 2020)
L'avvento di Matteo Salvini quale segretario della Lega Nord ha fortemente semplificato la struttura e le correnti interne al partito, riducendole ad un paio:
- salviniani, corrente maggioritaria facente capo al segretario Salvini. Di posizioni conservatrici sui temi etici e keynesiani su quelli economici. Contrari alla secessione della Padania, sono favorevoli al federalismo fiscale e propugnano la trasformazione della Lega Nord in un partito nazionale e non più regionalista esclusivamente rivolto all'elettorato del Nord Italia. Euroscettici, pur volendo rimanere sia nell'Unione europea che nella moneta unica, chiedono un cambiamento della sua struttura. A livello europeo sono vicini a Marine Le Pen, mentre i rapporti con Alternativa per la Germania e Viktor Orbán, un tempo ottimi, si sono fortemente ridimensionati nel 2019. Tra i vari politici si ricordano Massimiliano Fedriga, Edoardo Rixi, Armando Siri, Toni Iwobi, Lucia Borgonzoni e Susanna Ceccardi. Tra i salviniani c'è poi una sotto-corrente molto minoritaria di forti euroscettici contrari all'euro, quali Alberto Bagnai, Marco Zanni, Claudio Borghi e Antonio Maria Rinaldi;
- l'ala della cosiddetta "vecchia Lega", non più riconducibile ad un'unica figura, rappresentata dai presidenti di Regioni del Nord quali Luca Zaia, Roberto Maroni ed Attilio Fontana. Europeisti, liberali e regionalisti, sono legati alla storica alleanza con Forza Italia e spingono per un'autonomia differenziata di Lombardia e Veneto e per le euroregioni.[399] Tra questi Roberto Calderoli, Stefano Candiani e Giancarlo Giorgetti.
- Nata in diretta antitesi a Salvini, la corrente dei faviani, gruppo minoritario guidato in Consiglio federale da Giovanni Fava, è cessata quando lo stesso Fava ha annunciato il suo ritiro dalla vita politica.[400] Diversi esponenti legati a questa fazione sono fuoriusciti confluendo in Grande Nord, come Davide Boni, o sono rimasti nel partito ma senza rappresentanza, come Umberto Bossi[401]. Favorevoli chi all'indipendenza della Padania, chi ad una forte autonomia data da una riforma federalista dell'Italia, propugnava un ritorno alle origini del partito, di centro-sinistra, antifascista e liberale.[402]

## Struttura
La Lega Nord è una confederazione composta da circa quindici movimenti politici regionali.
Gli organi che rappresentano tutto il partito sono detti federali, mentre quelli che rappresentano le comunità regionali, sub-regionali o provinciali sono detti nazionali (nella Lega Nord i coordinatori regionali sono detti segretari nazionali).
Il Congresso Federale rappresenta gli associati delle Sezioni Nazionali della Lega Nord e può modificare lo Statuto. Esso stabilisce la linea politica e programmatica ed esamina le attività svolte dalle sue Sezioni Nazionali.
Il Consiglio Federale determina l'azione generale, in esplicazione del programma elaborato dal Congresso Federale. Dura in carica tre anni, salvo il caso di contemporanee dimissioni di più della metà dei suoi membri.
Secondo lo storico Giuseppe Vacca «la Lega di Bossi» è «l'unico erede» del modello gramsciano di partito politico, inteso come elemento mediatore della democrazia, strutturato e radicato nel territorio, capace di rispondere alle richieste del popolo. Roberto Maroni ha anche dichiarato che nell'organizzazione i leghisti sono «gli unici che si ispirano a chi sapeva cosa erano i partiti, cioè a Lenin. I partiti sono un'organizzazione difficile da mantenere, perché si fondano sul volontariato e migliaia di persone devono essere motivate. C'è uno che comanda e gli altri che danno esecuzione al progetto».

### Organi federali

#### Segretario federale
- Umberto Bossi (4 dicembre 1989 – 5 aprile 2012[406][407])
  - Carica vacante - funzioni ricoperte collegialmente da Roberto Maroni, Roberto Calderoli e Manuela Dal Lago (5 aprile 2012 – 1º luglio 2012[406][408][409])
- Roberto Maroni (1º luglio 2012[409] – 15 dicembre 2013[410])
- Matteo Salvini (15 dicembre 2013[410] – 31 gennaio 2020)
  - Igor Iezzi (commissario; dal 31 gennaio 2020)

##### Vicesegretario federale
- Francesco Formenti (1992 – 1995)
- Francesco Speroni & Gianpaolo Dozzo & Mario Borghezio (1998 – 1999)
- Federico Caner & Giacomo Stucchi & Elena Maccanti (6 luglio 2012 – 30 giugno 2013)
- Matteo Salvini & Flavio Tosi (30 giugno 2013 – 15 dicembre 2013)
- Flavio Tosi & Matteo Mognaschi (16 dicembre 2013 – 28 novembre 2014)
- Riccardo Molinari & Edoardo Rixi (28 novembre 2014 – 26 febbraio 2016)[411]
- Giancarlo Giorgetti & Lorenzo Fontana (26 febbraio 2016 – 14 giugno 2019)[412]
- Giancarlo Giorgetti & Lorenzo Fontana & Andrea Crippa (14 giugno 2019 – 31 gennaio 2020)[413]

#### Presidente federale
- Marilena Marin (4 dicembre 1989 – 8/10 febbraio 1991)
- Franco Rocchetta (8/10 febbraio 1991 – 1994)
- Stefano Stefani (18 maggio 1995 – 22 febbraio 2002)
- Luciano Gasperini (22 febbraio 2002 – 19 marzo 2005)
- Angelo Alessandri (19 marzo 2005 – 5 aprile 2012)
- Umberto Bossi (dal 5 aprile 2012 presidente a vita)[2]

#### Presidente onorario
- Luigi Rossi (1991 – 1996)

#### Coordinatore delle Segreterie nazionali
- Roberto Calderoli (2002 – 31 gennaio 2020)

#### Capo segreteria politica federale
- Roberto Ronchi (1991 – 1994)
- Roberto Maroni (1994 – 2001)
- Francesco Speroni (2001 – 2005)
- Roberto Maroni (2005 – 2012)
- Giacomo Stucchi (2012 – 2013)
- Federico Bricolo (2013 – 2016)

#### Segretario amministrativo federale
- Alessandro Patelli (1989 – 1993)
- Maurizio Balocchi (1993 – 2010)
- Francesco Belsito (2010 – 2012)
- Stefano Stefani (2012 – 2014)
- Giulio Centemero (2014 – In carica)

### Organi nazionali
La Lega Nord è articolata nelle seguenti Sezioni nazionali, al cui vertice vi è un Segretario nazionale e un Presidente nazionale.
Tredici sono ufficialmente riconosciute dallo Statuto e, come tali, sono rappresentate nel Consiglio federale del partito:
| Sezione                           | Segretario                                                     |
| --------------------------------- | -------------------------------------------------------------- |
| Lega Nord Alto Adige/Südtirol     | Massimo Bessone (commissario straordinario)                    |
| Lega Nord Emilia                  | Gianluca Vinci (segretario) Pietro Pisani (presidente)         |
| Lega Nord Friuli - Venezia Giulia | Massimiliano Fedriga (segretario) Fulvio Follegot (presidente) |
| Lega Nord Liguria                 | Edoardo Rixi (segretario) Francesco Bruzzone (presidente)      |
| Lega Nord Lega Lombarda           | Paolo Grimoldi (segretario) Giancarlo Giorgetti (presidente)   |
| Lega Nord Marche                  | Paolo Arrigoni (commissario straordinario)                     |
| Lega Nord Piemonte                | Riccardo Molinari (segretario) Gianna Gancia (presidente)      |
| Lega Nord Romagna                 | Gianluca Pini (segretario) Mauro Monti (presidente)            |
| Lega Nord Toscana                 | Manuel Vescovi (segretario) Francesco Pellati (presidente)     |
| Lega Nord Trentino                | Maurizio Fugatti (segretario) Alessandro Savoi (presidente)    |
| Lega Nord Umbria                  | Stefano Candiani (commissario straordinario)                   |
| Lega Nord Vallée d'Aoste          | Sergio Ferrero (segretario) Dario Piacenza (presidente)        |
| Liga Veneta                       | Gianantonio Da Re (segretario) Massimo Bitonci (presidente)    |

Oltre a queste, vi sono altre tre Sezioni Nazionali citate nel sito, ma che non sono ancora riconosciute dallo Statuto:
| Sezione            | Segretario                                                  |
| ------------------ | ----------------------------------------------------------- |
| Lega Nord Sardinia | Fabio Rizzi (commissario)                                   |
| Lega Nord Abruzzo  | Giuseppe Ercole Bellachioma (segretario) presidente vacante |
| Lega Nord Roma     | Claudia Bellocchi (referente regionale)                     |

### Presidenti dei gruppi parlamentari

#### Camera dei deputati
- 30 aprile 1992 – 8 luglio 1993: Marco Formentini, vice: Roberto Maroni & Fabio Dosi
- 8 luglio 1993 – 12 maggio 1994: Roberto Maroni, vice: Pierluigi Petrini
- 12 maggio 1994 – 6 luglio 1995: Pierluigi Petrini, vice: Giuseppe Leoni
- 6 luglio 1995 – 8 maggio 1996: Vito Gnutti, vice: Giuseppe Leoni
- 22 maggio 1996 – 8 luglio 1999: Domenico Comino, vice: Alberto Lembo & Enrico Cavaliere
- 8 luglio 1999 – 19 giugno 2001: Giancarlo Pagliarini, vice: Pietro Fontanini, poi Giacomo Stucchi
- 20 giugno 2001 – 11 maggio 2005: Alessandro Cè, vice: Guido Giuseppe Rossi & Federico Bricolo
- 11 maggio 2005 – 27 aprile 2006: Andrea Gibelli, vice: Dario Galli & Luciano Dussin
- 3 maggio 2006 – 28 aprile 2008: Roberto Maroni, vice: Gianpaolo Dozzo
- 5 maggio 2008 – 28 aprile 2010: Roberto Cota, vice: Ettore Pietro Pirovano, poi Luciano Dussin
- 28 aprile 2010 – 26 gennaio 2012: Marco Reguzzoni, vice: Manuela Dal Lago & Carolina Lussana
- 26 gennaio 2012 – 14 marzo 2013: Gianpaolo Dozzo, vice: Alessandro Montagnoli & Maurizio Fugatti
- 19 marzo 2013 – 8 luglio 2014: Giancarlo Giorgetti, vice: Matteo Bragantini
- 8 luglio 2014 – 22 marzo 2018: Massimiliano Fedriga, vice: Matteo Bragantini, poi Nicola Molteni
- 27 marzo 2018 – 14 giugno 2018: Giancarlo Giorgetti, vice: Nicola Molteni
- 14 giugno 2018 – 31 gennaio 2020: Riccardo Molinari, vice: Fabrizio Cecchetti

#### Senato della Repubblica
- 30 aprile 1992 – 10 maggio 1994: Francesco Speroni
- 11 maggio 1994 – 8 maggio 1996: Francesco Tabladini, vice: Luigi Roveda & Silvestro Terzi
- 16 maggio 1996 – 26 maggio 1998: Francesco Speroni, vice: Donato Manfroi
- 27 maggio 1998 – 25 ottobre 1999: Luciano Gasperini, vice: Luigi Peruzzotti
- 26 ottobre 1999 – 11 giugno 2001: Roberto Castelli, vice: Francesco Moro & Luigi Peruzzotti
- 13 giugno 2001 – 29 settembre 2004: Francesco Moro, vice: Luigi Peruzzotti & Francesco Tirelli
- 30 settembre 2004 – 16 maggio 2006: Ettore Pietro Pirovano, vice: Luigi Peruzzotti & Francesco Tirelli
- 18 maggio 2006 – 28 aprile 2008: Roberto Castelli, vice: Paolo Franco & Dario Galli
- 6 maggio 2008 – 14 marzo 2013: Federico Bricolo, vice: Lorenzo Bodega & Sandro Mazzatorta
- 19 marzo 2013 – 2 luglio 2014: Massimo Bitonci, vice: Sergio Divina & Raffaele Volpi
- 8 luglio 2014 – 19 giugno 2018: Gian Marco Centinaio, vice: Sergio Divina & Raffaele Volpi, poi Stefano Candiani
- 20 giugno 2018 – 31 gennaio 2020: Massimiliano Romeo, vice: Paolo Tosato

#### Parlamento europeo
- 4 dicembre 1989 – 1992: Francesco Speroni
- 1992 – 19 luglio 1999: Luigi Moretti
- 1999 – 2004: Francesco Speroni
- 2004 – 2009: Mario Borghezio
- 2009 – 2012: Francesco Speroni
- 2012 – 2014: Lorenzo Fontana
- 2014 – 22 marzo 2018: Matteo Salvini
- 4 maggio 2018 – 2 luglio 2019: Mara Bizzotto[416]
- 2 luglio 2019 – 31 gennaio 2020: Marco Campomenosi[417]

### Organizzazione giovanile
L'organizzazione giovane del partito era il Movimento Giovani Padani (MGP), nato nel 1991, che raccoglieva i giovani dai 13 ai 35 anni. Il suo primo segretario fu Massimiliano Romeo. Come il partito, anche il MGP si componeva di un coordinamento federale e dei vari coordinamenti nazionali (regionali). Collegati al MGP erano:
- Movimento Studentesco Padano (M.S.P.), presente nelle scuole superiori;
- Movimento Universitario Padano (M.U.P.), presente nelle università.

Nel 2018, poco prima del passaggio di consegne dalla vecchia Lega Nord alla nuova Lega per Salvini Premier, l'organizzazione giovanile era stata rinominata in Lega Giovani e le sue organizzazioni collaterali in Studenti di Buonsenso per l'Autonomia e il Merito (S.B.A.M.), nelle scuole superiori, e Lega Universitaria, nelle università.

## Nelle istituzioni

### Presidente della Camera dei deputati
- Irene Pivetti (XII legislatura della Repubblica Italiana)

### Vicepresidente del Consiglio dei Ministri
- Roberto Maroni (Governo Berlusconi I)
- Matteo Salvini (Governo Conte I)

### Governi e Ministri della Repubblica Italiana
- Governo Berlusconi I
  - Domenico Comino (Ministro per il coordinamento delle politiche dell'Unione europea)
  - Francesco Speroni (Ministro per le riforme istituzionali)
  - Roberto Maroni (Ministro dell'interno)
  - Giancarlo Pagliarini (Ministro del bilancio e programmazione economica)
  - Vito Gnutti (Ministro dell'industria, del commercio e dell'artigianato)
- Governo Berlusconi II
  - Umberto Bossi (Ministro per le riforme istituzionali e la devoluzione) (fino al 19 luglio 2004)
  - Roberto Calderoli (Ministro per le riforme istituzionali e la devoluzione) (dal 20 luglio 2004)
  - Roberto Castelli (Ministro della giustizia)
  - Roberto Maroni (Ministro del lavoro e politiche sociali)
- Governo Berlusconi III
  - Roberto Calderoli (Ministro per le riforme istituzionali e la devoluzione)
  - Roberto Castelli (Ministro della giustizia)
  - Roberto Maroni (Ministro del lavoro e politiche sociali)
- Governo Berlusconi IV
  - Umberto Bossi (Ministro per le riforme per il federalismo)
  - Roberto Calderoli (Ministro per la semplificazione normativa)
  - Roberto Maroni (Ministro dell'interno)
  - Luca Zaia (Ministro delle politiche agricole alimentari e forestali)
- Governo Conte I
  - Giulia Bongiorno (Ministro per la pubblica amministrazione)
  - Erika Stefani (Ministro per gli affari regionali e le autonomie)
  - Matteo Salvini (Ministro dell'interno)
  - Gian Marco Centinaio (Ministro delle politiche agricole alimentari e forestali e del turismo)
  - Marco Bussetti (Ministro dell'istruzione, dell'università e della ricerca)
  - Lorenzo Fontana (Ministro per la famiglia e la disabilità) (fino al 10 luglio 2019) - (Ministro per gli affari europei) (dal 10 luglio 2019)
  - Alessandra Locatelli (Ministro per la famiglia e la disabilità) (dal 10 luglio 2019)

### Sottosegretari di Stato alla Presidenza del Consiglio dei ministri
- Giancarlo Giorgetti (Governo Conte I)

## Associazioni

### Volontariato e sociale
La Lega Nord conta all'interno della propria organizzazione diverse associazioni di volontariato. Tra le associazioni figurano:
- Guardia Nazionale Padana
- Scuola Bosina (presidente: Bruno Specchiarelli): l'obiettivo è quello fornire agli alunni le conoscenze per potersi meglio integrare nel contesto storico, culturale ed economico in cui vivono.
- Per una scuola nostra: Regionale e Federale (presidente: prof. Sergio Bianchini)
- Donne Padane (presidente: Ornella Callioni): l'associazione mira a difendere gli interessi delle donne padane e dei valori della famiglia
- Umanitaria Padana Onlus (presidente: Ornella Callioni): promuove operazioni di aiuto e solidarietà in favore delle popolazioni bisognose del terzo mondo; le campagne sono svolte in modo particolare nei paesi in via di sviluppo e in quelli colpiti da eventi bellici e catastrofi naturali[420].
- Associazione Medica Padana (presidente: Cesare Ercole): per la creazione di un modello di organizzazione sanitaria scientificamente avanzata e adeguata alle esigenze della società della Padania. In collaborazione con la CO.PA.M. raccogli medicinali e attrezzature sanitarie da inviare ai paesi in via di sviluppo.
- Associazione Padana Donatori Abituali Sangue, o Padas (presidente: Renzo Di Prima): per favorire la disponibilità di trasfusioni di sangue.
- Padanassistenza (presidente: Silvana Fandella): offre servizi come il sostegno ai disabili nelle strutture scolastiche, a domicilio e nei centri diurni per anziani. Fornisce inoltre uno sportello di ascolto telefonico sia per le famiglie che per gli anziani soli in alcune province.
- Associazione Insieme nel futuro (presidente: Daniele Baviera): in aiuto a Padanassistenza, offre servizi di trasporto di disabili, grazie all'acquisto di una ambulanza/camper, e di sostegno alle famiglie in condizioni di disagio sociale. Inoltre è attivo uno sportello di informazione sociale.
- Cooperazione Padania nel Mondo, o CO.PA.M (presidente: Fiorello Provera): opera nei settori della cooperazione allo sviluppo e dell'aiuto umanitario ai popoli del terzo mondo; particolarmente attiva nel campo sanitario ed agro-alimentare. Il motto dell'associazione è "Aiutiamoli a casa loro", adottato dalla fondazione nel 1998
- Cattolici Padani (presidente: Giuseppe Leoni)
- Centro Culturale Roberto Ronchi (presidente: Francesco Nosari): si occupa di studi e ricerche su eventi culturali legati al territorio ed alle tradizioni.
- Orsetti Padani (presidente: Ilaria Preti): rivolta sia a genitori che a bambini, l'associazione organizza iniziative ricreative, feste di beneficenza ed attività parzialmente ispirata allo scautismo con il fine dell'educazione infantile, ma comunque totalmente estranea all'Organizzazione Mondiale del Movimento Scout.

### Cultura e arte
- EURO C.A.M.P. presidente: Roberto Lazzarin (non più esistente dal 2013)
- Arte Nord - Cultura Padana (presidente: Andrea Rognoni)
- Musicisti Padani
- Associazione Culturale Venezia Serenissima

### Ambiente e territorio
Alcune associazioni si occupano di ambiente e salvaguardia del territorio: Padania Bella, Volontari Verdi, Padania Ambiente, Alpini padani.

### Media
Nel mondo dei mass media, sono vicini alla Lega Nord:
- Radio Padania Libera, radio acquisita dalla Lega Nord il 20 ottobre 1990;
- la Padania, quotidiano fondato nel 1996 e chiuso nel 2014;
- Il Populista., servizio di informazione on-line in attività dal 2016;

Dal 1998 al 2012 il partito organizzò il concorso di bellezza Miss Padania. La Lega Nord ha gestito anche una rete televisiva, TelePadania, i cui programmi andarono in onda dal 1998 al 30 giugno 2014 su Telecampione.

### Sport
Per le attività sportive, sono attive:
- SportPadania
- Padania Calcio: è stata creata la selezione di calcio della Padania, rappresentativa calcistica nata nel 1996 e dal 2007 affiliata all'NF-Board.
- Associazione liberi padani escursionisti, o Alpe
- Ciclisti Padani
- Compagnia dei velisti e marinai del 45º parallelo

Nel 2011 e nel 2012 è stato organizzato il Giro di Padania, corsa a tappe maschile di ciclismo su strada, ideata dal senatore leghista Michelino Davico.

### Altro
- Automobil Club Padano
- Autisti Padani
- Professionisti-Imprenditori Uniti, o P.I.U
- Collezionisti Padani
- Il Collare verde
- Associazione Giornalai Padani, o A.Gi.P

## Congressi federali
Di seguito l'elenco dei congressi svoltisi nel corso degli anni, con luogo, data e motto:
- Congresso costituente - Segrate, 7-9 dicembre 1989 (Congresso della Lega Lombarda)
- I congresso - Pieve Emanuele, 8-10 febbraio 1991 - "Repubblica del Nord. Uno Stato Confederale: Nord, Centro, Sud"

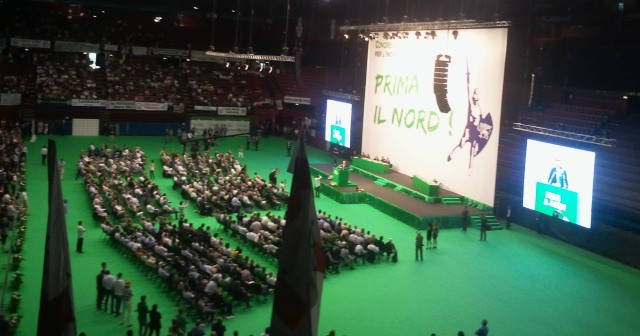
Discorso di Roberto Maroni durante il V congresso

- II congresso - Bologna, 4-6 febbraio 1994
- Congresso straordinario - Milano, 10-12 febbraio 1995
- III congresso - Milano, 14-16 febbraio 1997 - "Padania libera"
- Congresso straordinario - Milano, 27-29 marzo 1998
- Congresso straordinario - Brescia, 24-25 ottobre 1998 - "Blocco padano"
- Congresso straordinario - Varese, 24-25 luglio 1999
- IV congresso - Assago, 1-3 marzo 2002 - "Sovranità dei popoli"
- V congresso - Assago, 30 giugno-1º luglio 2012 - "Prima il Nord!"
- Congresso straordinario - Torino, 15 dicembre 2013 - "Futuro è Indipendenza"
- Congresso straordinario - Padova, 20 luglio 2014 - "Liberiamo il lavoro!"
- Congresso straordinario - Milano, 20 giugno 2015
- VI congresso - Parma, 21 maggio 2017 - "Liberi e Forti"
- Congresso federale - Milano, 21 dicembre 2019

## Raduni

### Pontida

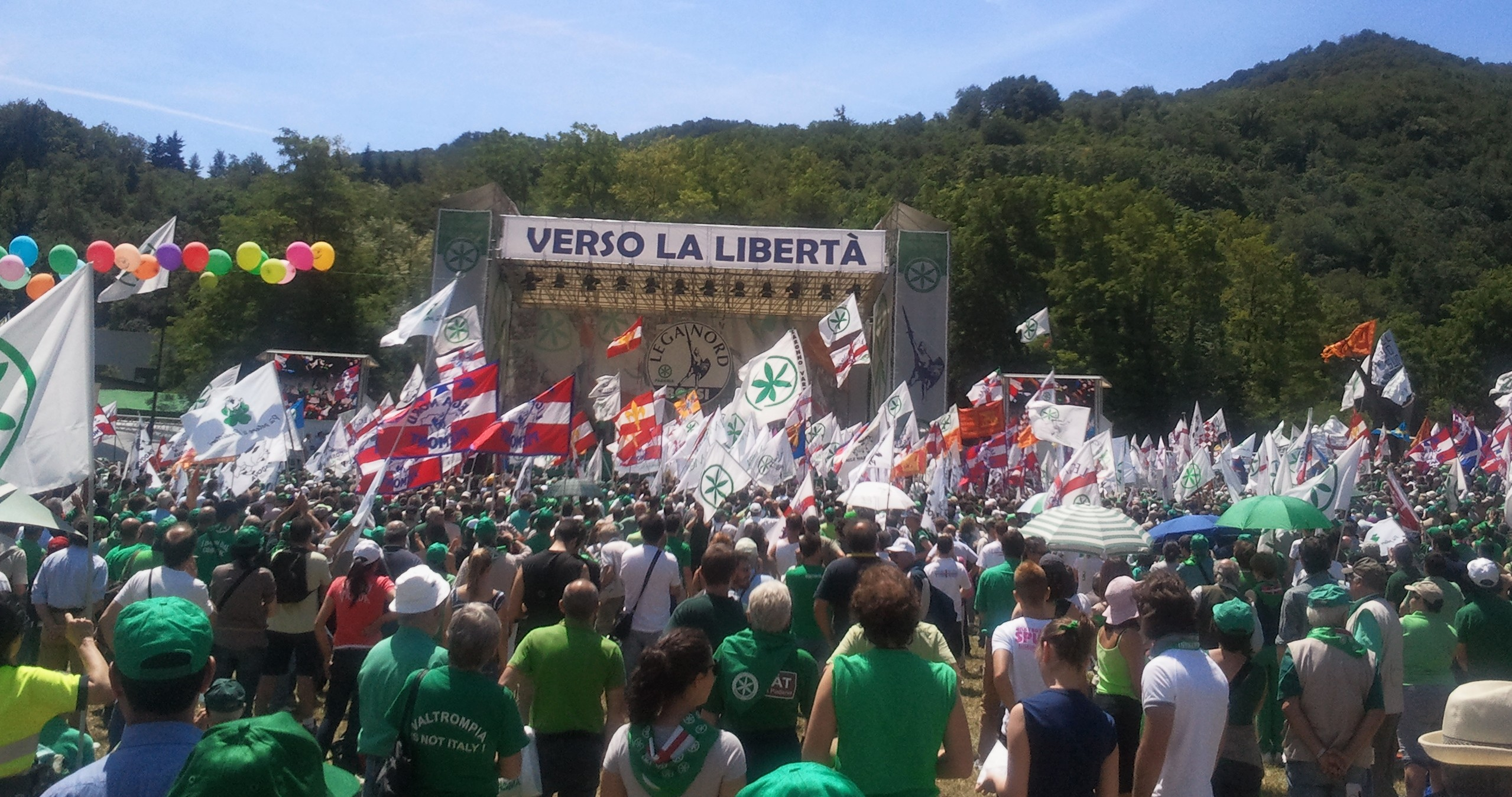
Raduno del 2011

Il primo raduno della Lega Nord si tenne a Pontida, in provincia di Bergamo, il 19 maggio 1990. Da allora si svolge costantemente con cadenza annuale (solo tra il 1992 e il 1996 si tenne più di un raduno all'anno) tranne nel 2004, nel 2012 e nel 2020, per un totale di 34 edizioni.

### Venezia

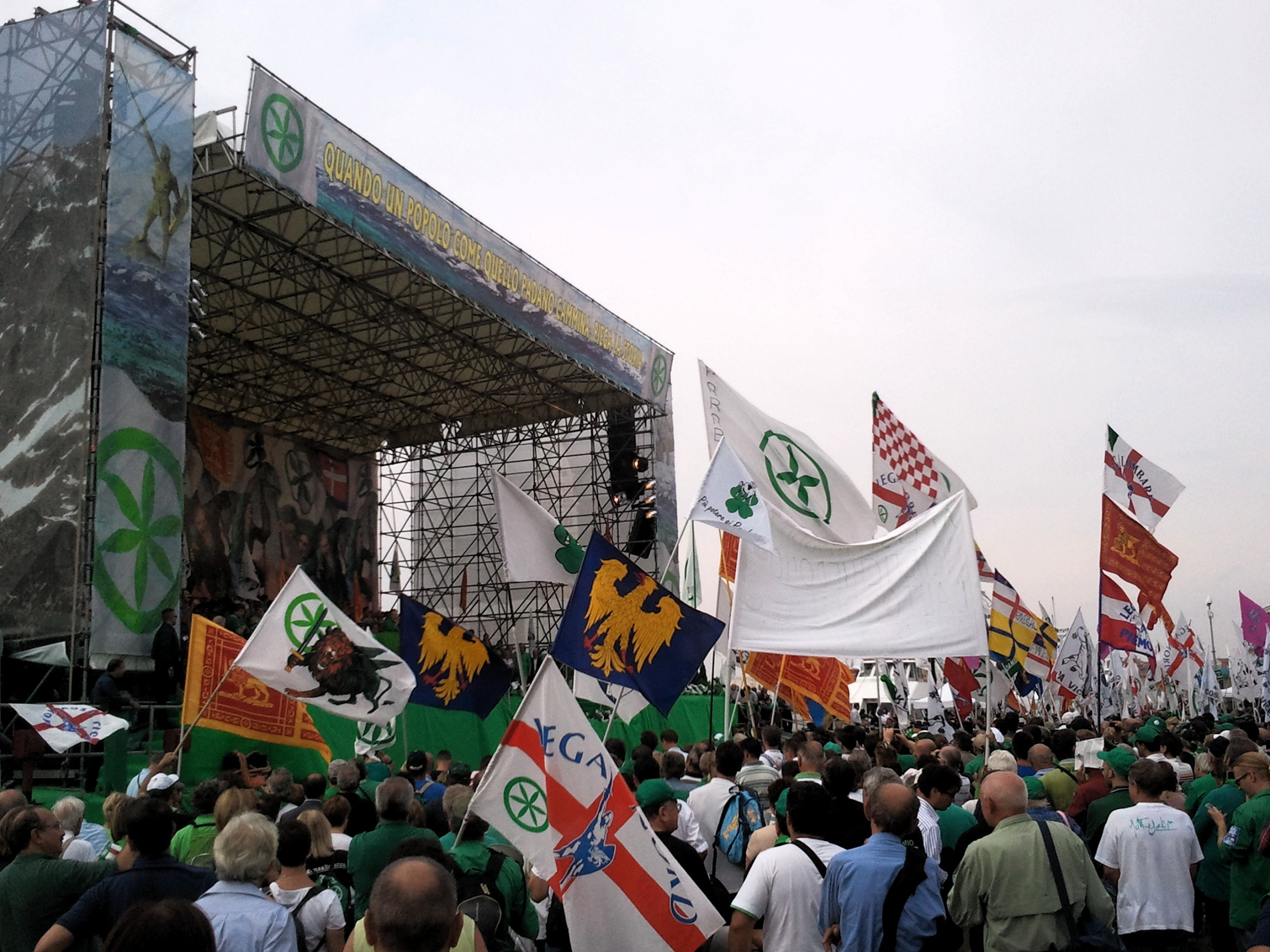
Militanti leghisti alla festa dei popoli padani del 2011

Il 15 settembre 1996, a Venezia, si tenne la prima Festa dei popoli padani; in quell'occasione venne dichiarata l'indipendenza della Padania. Dal 1996 al 2015 si sono tenute XVII edizioni, con cadenza annuale (tranne nel 2004).

## Iscritti

### Regolamenti
Lo statuto della Lega Nord prevede due diversi livelli di partecipazione all'attività del partito:
- il "socio sostenitore", che sottoscrive la propria adesione con decorrenza annuale, senza obblighi particolari né vincoli (per esempio, in merito al luogo di residenza) ma, per contro, senza la possibilità di candidarsi a ricoprire cariche interne e senza il diritto di voto nei congressi, a qualunque livello;
- il "socio ordinario militante" è invece un iscritto che gode del diritto di voto e rappresentanza all'interno del partito, secondo le modalità stabilite dallo statuto e dai regolamenti, e che può candidarsi a ricoprire ruoli interni, se in possesso dei requisiti di anzianità previsti per ciascuno di essi. Il socio militante è tenuto a partecipare all'attività della Lega Nord, in particolare alle iniziative della sezione nella quale è iscritto, ed è sottoposto a ulteriori vincoli che escludono, ad esempio, l'iscrizione a qualsiasi altro partito o movimento politico. La qualifica di socio ordinario militante può essere acquisita, previa apposita richiesta, solo da persone maggiorenni che abbiano alle spalle un certo periodo (attualmente non inferiore a un anno) in cui abbiano sottoscritto l'adesione al partito come sostenitori, e abbiano partecipato all'attività politica o di propaganda. L'innalzamento di un socio sostenitore alla qualifica di socio ordinario militante è di competenza del consiglio direttivo provinciale.[425]

### Statistiche
Le statistiche sotto riportate si riferiscono al totale delle tessere sottoscritte.
- 1992 - 112 400[426][427][428]
- 1993 - 147 297[426][427][428]
- 1994 - 167 650[426][427][428]
- 1995 - 123 031[426][427][428]
- 1996 - 112 970[426][427][428]
- 1997 - 136 503[426][427][428]
- 1998 - 121 777[426][427][428]
- 1999 - 123 352[426][427][428]
- 2000 - 120 897[426][427][428]
- 2001 - 124 310[426][427][428]
- 2002 - 119 753[426][427][428]
- 2003 - 131 423[426][427][428]
- 2004 - dati non disponibili
- 2005 - dati non disponibili
- 2006 - dati non disponibili
- 2007 - dati non disponibili
- 2008 - 150 000[429]
- 2009 - dati non disponibili
- 2010 - 182 502[430]
- 2011 - dati non disponibili
- 2012 - dati non disponibili
- 2013 - 122 000[430]
- 2014 - dati non disponibili
- 2015 - dati non disponibili
- 2016 - dati non disponibili
- 2017 - dati non disponibili
- 2018 - dati non disponibili
- 2019 - dati non disponibili

## Risultati elettorali
| Elezione       | Elezione     | Voti                     | %                        | Seggi     |
| -------------- | ------------ | ------------------------ | ------------------------ | --------- |
| Europee 1989   | Europee 1989 | 636.242                  | 1,83                     | 2 / 81    |
| Politiche 1992 | Camera       | 3 395 384                | 8,65                     | 55 / 630  |
| Politiche 1992 | Senato       | 2 732 461                | 8,20                     | 25 / 315  |
| Politiche 1994 | Camera       | 3 235 248                | 8,36                     | 117 / 630 |
| Politiche 1994 | Senato       | Nel Polo delle Libertà   | Nel Polo delle Libertà   | 60 / 315  |
| Europee 1994   | Europee 1994 | 2.162.586                | 6,56                     | 6 / 87    |
| Politiche 1996 | Camera       | 3 776 354                | 10,07                    | 59 / 630  |
| Politiche 1996 | Senato       | 3 394 733                | 10,41                    | 27 / 315  |
| Europee 1999   | Europee 1999 | 1.391.595                | 4,49                     | 4 / 87    |
| Politiche 2001 | Camera       | 1 464 301                | 3,94                     | 30 / 630  |
| Politiche 2001 | Senato       | Nella Casa delle Libertà | Nella Casa delle Libertà | 17 / 315  |
| Europee 2004   | Europee 2004 | 1.615.834                | 4,96                     | 4 / 78    |
| Politiche 2006 | Camera       | 1 747 730                | 4,58                     | 26 / 630  |
| Politiche 2006 | Senato       | 1 530 667                | 4,48                     | 14 / 315  |
| Politiche 2008 | Camera       | 3 026 844                | 8,3                      | 60 / 630  |
| Politiche 2008 | Senato       | 2 644 248                | 8,1                      | 26 / 315  |
| Europee 2009   | Europee 2009 | 3.126.915                | 10,21                    | 9 / 72    |
| Politiche 2013 | Camera       | 1 390 156                | 4,08                     | 18 / 630  |
| Politiche 2013 | Senato       | 1 328 555                | 4,33                     | 18 / 315  |
| Europee 2014   | Europee 2014 | 1.688.197                | 6,15                     | 5 / 73    |
| 1. 2.          |              |                          |                          |           |